# Massa (Italia)
Massa (; anticamente anche Massa di Carrara o Mazza), è un comune italiano di 65 697 abitanti, capoluogo assieme a Carrara, della provincia di Massa-Carrara in Toscana.
La città di Massa ha una storia che si perde nei secoli, anche se probabilmente conosce il periodo di massimo splendore nel Medioevo. Fu capitale del Ducato di Massa e Carrara, periodo nel quale, insieme a Carrara, la città raggiunse il suo massimo splendore; nel 1829 passò ai duchi di Modena della famiglia degli Este d'Austria e nel 1859 si unì al Regno di Sardegna.

## Geografia fisica

### Territorio
(Emanuele Repetti)
In origine, il borgo di Bagnara, così chiamato dalle tanti fonti d'acqua presenti nel territorio, era un piccolo paese che si sviluppava attorno alla Pieve di San Pietro, ora non più esistente, nella valle del Frigido, fiume così chiamato già in epoca romana a causa della freddezza delle sue acque. Massa oggi è una città della Toscana nordoccidentale, situata allo sbocco della valle del Frigido, a 65 m sul livello del mare alle falde occidentali delle Alpi Apuane, a circa 5 km dal mare (mar Tirreno), sulle quali si sviluppano caratteristici borghi di montagna. La città è sovrastata da un colle sulla cui sommità si erge il castello Malaspina, che domina tutta la piana circostante. Il territorio comunale ha un'altitudine minima pari al livello del mare e un'altitudine massima di 1891 m sulla vetta del Monte Tambura. Massa si estende su una pianura alluvionale, ma la parte più estesa del territorio è montana.
- Classificazione sismica: zona 3 (sismicità bassa), Ordinanza PCM 3274 del 20/03/2003

### Clima
Il clima della città è particolarmente mite e non presenta picchi elevati di caldo in estate e di freddo in inverno; il clima dominante è di tipo submediterraneo, influenzato da influssi atlantici e caratterizzato generalmente da inverni miti, grazie all'azione mitigatrice del mar Tirreno e dello scirocco proveniente dall'Africa. La temperatura media a gennaio è di 7,25 °C. Le estati sono decisamente calde con medie a luglio di 28 °C
La piovosità è elevata, sia per la presenza della Alpi Apuane, investite dai venti umidi, sia per l'azione di copertura degli Appennini e delle Apuane. Il regime pluviometrico è di tipo sub-litoraneo appenninico, con picchi di massimi in autunno (maggiore) e in primavera, e picchi di siccità in inverno e in estate. La media pluviometrica è di 1300 mm di pioggia annui. Pur non essendo tipiche del clima mediterraneo, le nevicate non sono infrequenti in città, soprattutto negli ultimi anni, e più copiose sulle alture e nelle zone dell'entroterra.
| Mese                | Mesi | Mesi | Mesi | Mesi | Mesi | Mesi | Mesi | Mesi | Mesi | Mesi | Mesi | Mesi | Stagioni | Stagioni | Stagioni | Stagioni | Anno  |
| Mese                | Gen  | Feb  | Mar  | Apr  | Mag  | Giu  | Lug  | Ago  | Set  | Ott  | Nov  | Dic  | Inv      | Pri      | Est      | Aut      | Anno  |
| ------------------- | ---- | ---- | ---- | ---- | ---- | ---- | ---- | ---- | ---- | ---- | ---- | ---- | -------- | -------- | -------- | -------- | ----- |
| T. max. media (°C)  | 10,9 | 11,6 | 14,3 | 17,5 | 21,6 | 26,0 | 28,0 | 27,5 | 25,0 | 21,0 | 15,7 | 12,3 | 11,6     | 17,8     | 27,2     | 20,6     | 19,3  |
| T. min. media (°C)  | 3,6  | 4,3  | 6,3  | 9,4  | 12,8 | 16,0 | 18,7 | 18,5 | 15,8 | 12,1 | 8,0  | 5,0  | 4,3      | 9,5      | 17,7     | 12,0     | 10,9  |
| Precipitazioni (mm) | 152  | 118  | 130  | 87   | 129  | 52   | 24   | 39   | 117  | 185  | 175  | 167  | 437      | 346      | 115      | 477      | 1 375 |

- Classificazione climatica: zona D, 1525 GR/G
- Diffusività atmosferica: bassa, Ibimet CNR 2002

## Storia
Le sue origini sono indiscutibilmente di età pre-romana e risalgono ai (Liguri Apuani) che, in zona montana ed in prossimità del fiume Frigido, in località poco distante dalla città attuale, posero i loro primi insediamenti. 
Tracce di questo popolo sono state trovate a Resceto e Pariana; rispettivamente delle incisioni, un vaso contenente delle ceneri, una tomba ed utensili. Inoltre storici come Ubaldo Formentini ipotizzano una serie di castellari liguri nelle zone di Mirteto, Buita e Antona.
Nella Tabula Peuntingeriana, una rappresentazione redatta tra il II ed il IV secolo d.C., nella zona di Massa compare il toponimo Ad tabernas Frigidas: possibile che quei tempi la zona fosse luogo di sosta per viandanti in transito lungo la via consolare Aemilia Scauri che da Pisa conduceva a Luni; era in zona presente probabilmente una mansio, a ridosso del fiume Frigido, sul quale doveva esistere anche un ponte. Erede di questa struttura fu l'ospedale gerosolimitano di San Leonardo al Frigido, di cui rimane l'omonima cappella.
Tuttavia non si esclude la presenza di un insediamento romano anche nella successiva borgata di Bagnara, poi l'attuale Massa, provata dal ritrovamento in Piazza Mercurio di due fornaci, vasellame e monete di epoca romana; era una fabbrica di anfore destinate contenere il vino locale.
Nell'882 appare in un documento la borgata di Curtis De Quarantula, opposta alla Massa Prope Frigidum: una è sul colle dell'attuale castello, l'altra nei pressi del Frigido. In seguito il territorio fu di proprietà degli Obertenghi che ampliarono e ristrutturarono la precedente fortificazione sul colle di Bagnara. Negli anni a venire la zona fu proprietà dei Lucchesi di Castruccio Castracani, il quale potenziò ulteriormente la rocca. Nel 1441, gli abitanti della zona si affidarono al marchese di Fosdinovo Antonio Alberico I Malaspina.
Nata come marchesato, dal XV al XIX secolo fu la capitale del principato indipendente, poi ducato (il Ducato di Massa e Principato di Carrara), che fu retto dalle famiglie dei Malaspina e dei Cybo-Malaspina. Durante questo periodo il borgo di Bagnara cambiò radicalmente: venne unito alla Massa Vetere alle pendici del castello con un'ampia cinta di mura, nacquero piazze come Piazza Aranci e Mercurio, strade come Via Piastronata e Alberica, chiese come il vecchio Duomo di San Pietro, San Francesco e Madonna del Carmine, palazzi come Palazzo Ducale, Bourdillon e Cadetti, fortificazioni come ampliamenti al castello e le varie porte della città. Viene elevata da Ferdinando II, nel 1620, al rango di città.
Durante la dominazione napoleonica, la città fu annessa al Principato di Lucca e Piombino, ed Elisa Baciocchi la scelse inizialmente come luogo di residenza. Creò istituzioni pubbliche, risanò la marina e collegò la città a Carrara con la strada della Foce. Nel 1815, durante la guerra austro-napoletana vi fu combattuta una battaglia tra napoletani e austro-toscani. Col Congresso di Vienna Massa tornò nelle mani di Maria Beatrice d'Este, che abolì ogni decisione di Elisa presa sulla città. Nel 1829 la città passò ai duchi di Modena della famiglia degli Austria-Este. Nel 1823 fu fondata la diocesi, per mano di Leone XII. Nel 1859 si unì al Regno di Sardegna in un contesto di tensioni sociali tra fedeli alla Casa d'Asburgo-Este e nuove istituzioni sabaude. Il processo di unificazione nazionale a Massa è assai complesso e vede larghi strati della popolazione, senza distinzione di censo, schierarsi contro il processo unitario in movimenti di resistenza che sfociano nella rivolta di Antona (frazione montana di Massa) e portano la recente storiografia a parlare di un controrisorgimento apuano.
Con l'Unità Massa, che inizialmente è unita all'Emilia, è con il censimento del 1871 separata da questa e posta a far parte della regione Toscana. Grazie al ruolo di capoluogo di provincia la città vive una grande espansione, la costruzione di nuovi edifici, la creazione di una nuova classe di burocrati e professionisti, le nuove linee ferroviarie e stradali, un commercio moderno legato però ai lavori tradizionali del luogo, quali l'escavazione del marmo e di altri materiali. Si diffonde inoltre il turismo balneare, vengono erette sul litorale le ville liberty, e Marina di Massa inizia a prendere forma e ottenere fama, tanto che, durante il periodo fascista, viene scelta da molte industrie come sede delle loro colonie estive.

Stemma dell'abolito comune di Apuania. Nel secondo palo era recato lo stemma di Massa.

Nel 1938 venne fusa con i comuni di Carrara e Montignoso, formando il nuovo comune di Apuania. Questo venne soppresso nel 1946, e furono ricostituiti i tre comuni preesistenti.
La città di Massa e la sua popolazione subirono gravi danni nel corso della seconda guerra mondiale. Massa, infatti, era situata lungo la Linea Gotica e dal settembre 1944 all'aprile 1945 fu duramente provata dai bombardamenti anglo-americani. La città fu poi liberata dalle truppe statunitensi, che la occuparono il 10 aprile 1945.

### Simboli

Stemma della città

Gonfalone civico

#### Stemma
(D.P.R. 24 giugno 2003)
Secondo Tommaso Giuseppe Farsetti, come mostra in un suo trattato, l'arme originale era composto da una sola mazza di legno; ciò è un altro dettaglio che collega Massa al mito di Ercole, rappresentato anche nell'edicola dei Fantiscritti a Carrara assieme a Giove e Bacco come protettore della zona.

#### Gonfalone
Il gonfalone del Comune di Massa è composto da un drappo interzato in palo di giallo, di bianco, di rosso, su cui campeggia lo stemma del comune. Al di sotto di esso decorazioni formate da rametti dorati. Il tutto sovrastato dalla scritta Città di Massa, anch'essa dorata.

### Ricorrenze
- 10 giugno 1557, fondazione ufficiale di Massa da parte di Alberico I Cybo-Malaspina, con la posa della prima pietra delle nuove mura nella cosiddetta Piattaforma del Marcheso, dietro Palazzo Vescovile. Oggi, in questa data si ripetono festeggiamenti, come ordinato cinque secoli fa dallo stesso sovrano.[20]
- 10 aprile 1945, liberazione della città di Massa da parte delle truppe americane

## Monumenti e luoghi d'interesse

### Architetture religiose

#### Nelle mura albericiane
- Duomo di Massa: se ne hanno notizie certe a partire dal 1477 quando, per volere di Taddea Pico Malaspina, moglie del Marchese Giacomo I Malaspina, vi furono trasferiti i titoli e i beni della chiesa extra-urbana di San Remigio e San Pancrazio, del soppresso convento di Turano. San Francesco all'occorrenza faceva le veci della vicina pieve di San Pietro, una tra le chiese più antiche di Massa, soggetta spesso a crolli e restauri: a questa chiesa furono trasferiti la titolatura, parte degli arredi e le officiature quando S. Pietro fu fatta demolire da Elisa Baciocchi tra il 1807-1815.[21].

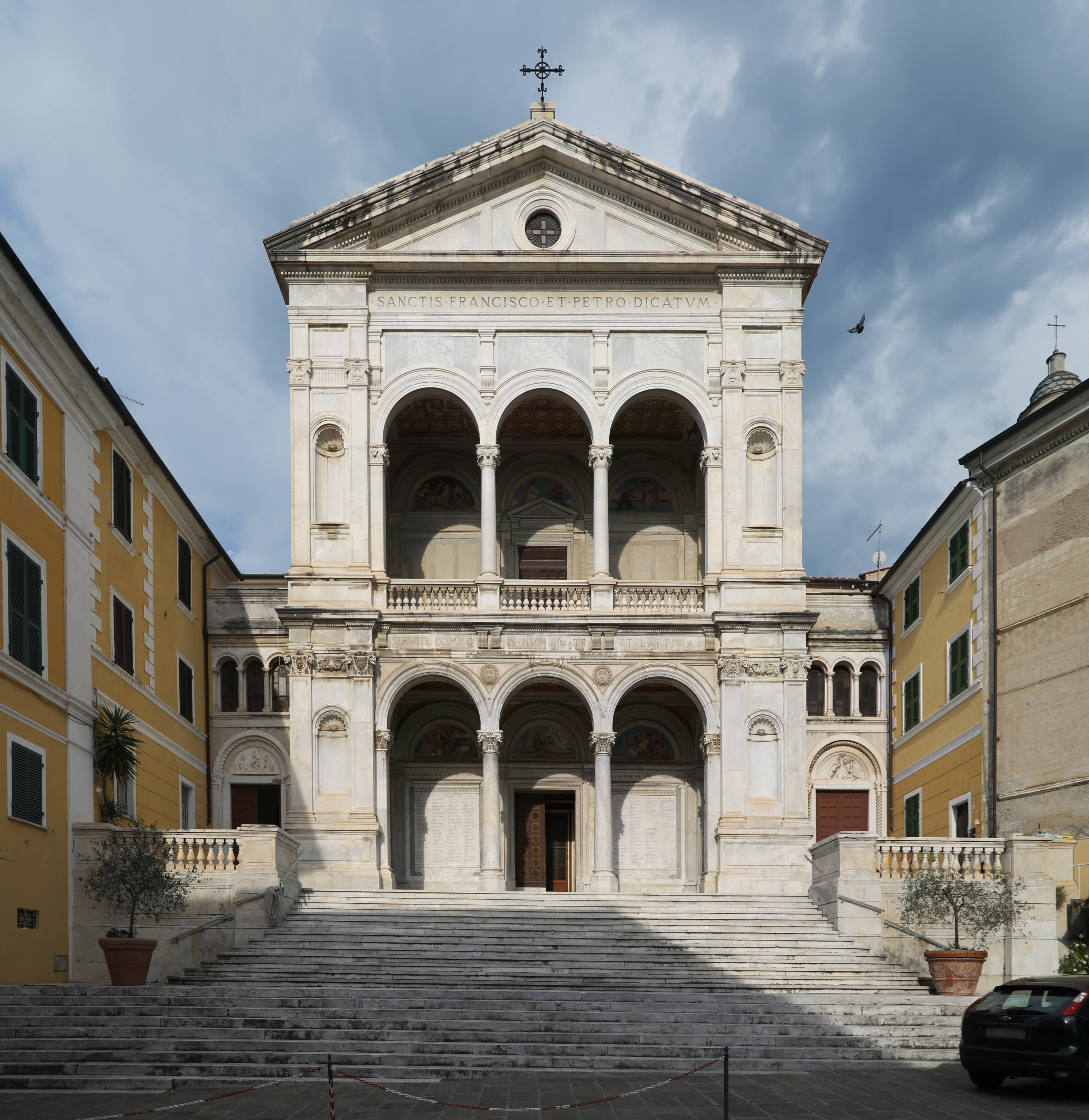
Duomo di Massa

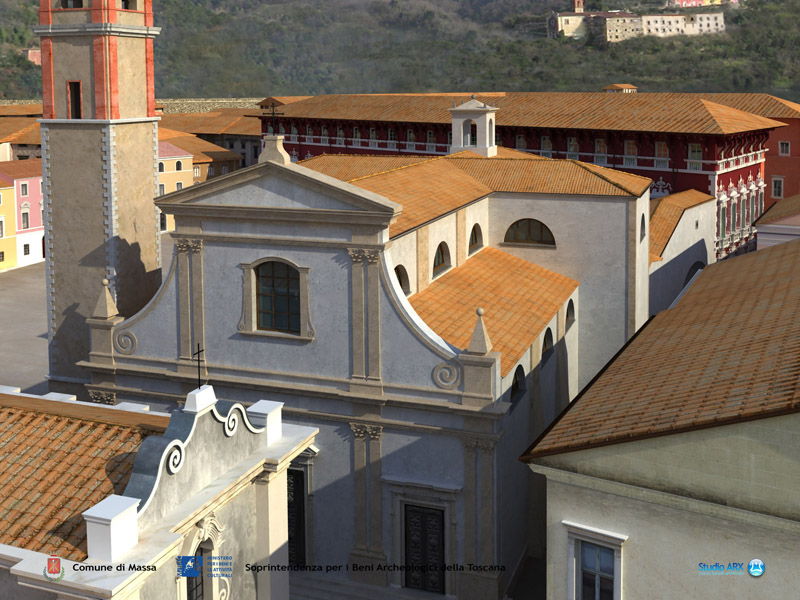
Ricostruzione della Collegiata di San Pietro e dell'Oratorio di San Sebastiano (distrutti)

- Collegiata di San Pietro, centro della vita religiosa di questa parte di Massa, crollata una prima volta nel 1530 e ricostruita, fu infine demolita nel 1807.[22]Ricostruzione della Collegiata di San Pietro e dell'Oratorio di San Sebastiano (distrutti)[23]
- Oratorio di San Sebastiano: dell'antico oratorio di S. Sebastiano si ha notizia fin dal secolo XIII quando era luogo di preghiera della Compagnia dei Disciplinati. Un disegno di inizio sec. XVII, ci regala l'immagine di come poteva essere l'edificio medievale: con una facciata molto semplice, ad un'unica navata coperta da un tetto a capanna. Con le successive ristrutturazioni settecentesche l'interno si arricchì di importanti altari decorati da pregiati marmi policromi, mentre l'esterno fu modificato con l'aggiunta di paraste e di stucchi in facciata. La chiesa fu distrutta durante il bombardamento aereo dell'8 febbraio 1945.[24]
- Chiesa di Santa Chiara, innalzata nel 1554 per volere di Taddea Cybo-Malaspina, ospitava anche un convento di clarisse. Al momento pericolante.Chiesa di Santa Chiara

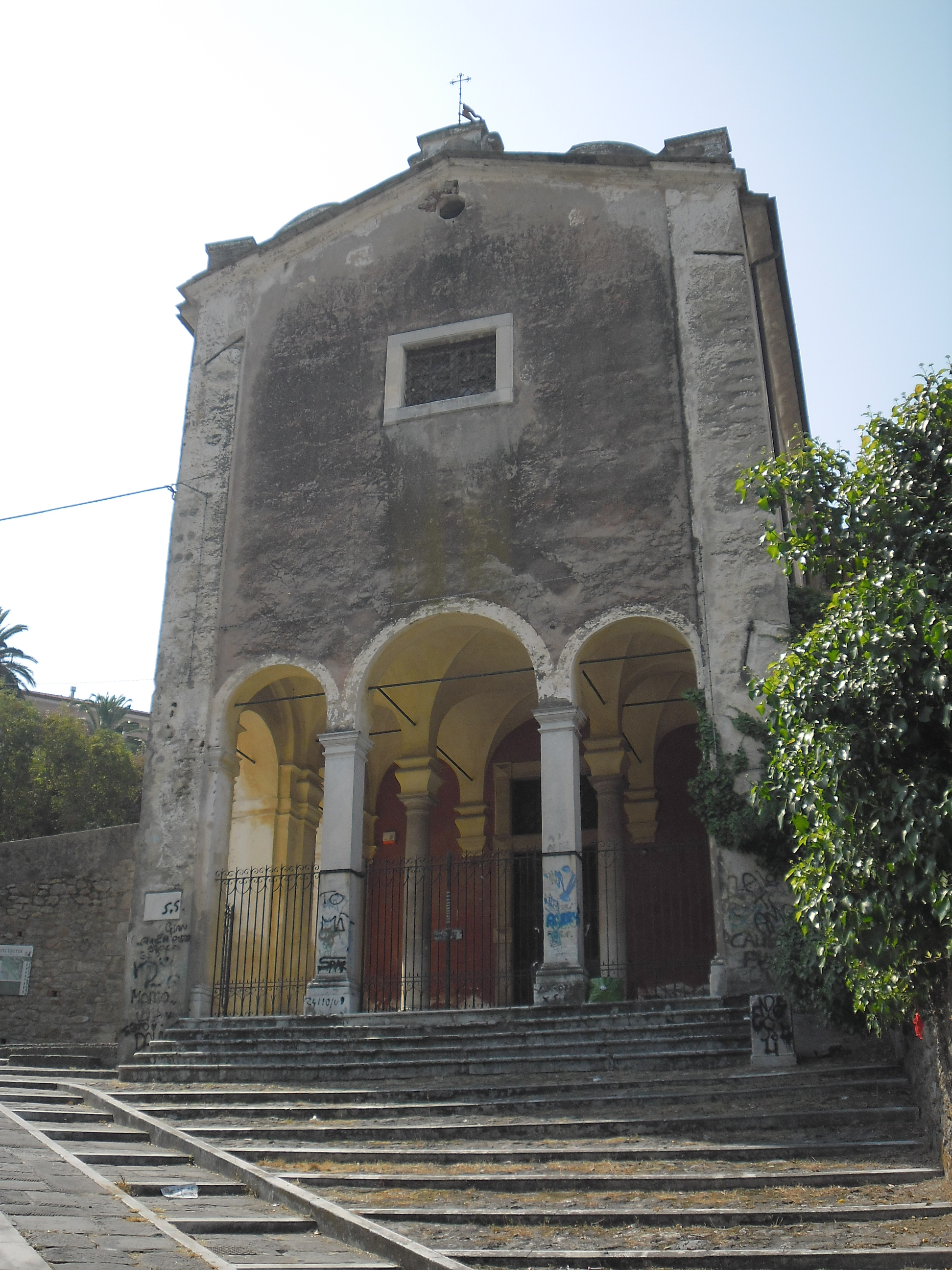
Chiesa di Santa Chiara

- Chiesa di San Giovanni Decollato, dedicata ai mercanti di Piazza Mercurio, luogo che ha avuto da sempre il compito di ospitare viandanti, di stile barocco e di colore rosso e bianco, bicromia che troviamo ovunque in città: innalzato per volere di Carlo I Cybo-Malaspina, è composto da una pianta centrale sovrastata da una cupola ottagonale appena percettibile dalla piazza. L'interno dell'edificio accoglie tre altari in marmo: sull'altare maggiore, ornato da puttini in marmo, una tela con la Decollazione di S. Giovanni.[25]
- Oratorio delle Stigmate di San Francesco o Battistero, edificato nel 1616, nel 1660 fu collegato direttamente al duomo ed arricchito da quattro cappelle laterali, di cui una dedicata a Sant'Antonio da Padova e una alla Madonna di Loreto. Si conserva qua un prezioso fonte battesimale del sec. XV, di forma ottagonale e provenite dalla distrutta pieve di S. Pietro, è opera dello scultore Ricomanni da Pietrasanta, già allievo di Jacopo della Quercia.[21]

#### Fuori dalle mura albericiane
- Chiesa della Madonna della Misericordia, edificata su una precedente abitazione che presentava esternamente un affresco della Madonna della Misericordia, attorno al quale iniziarono a verificarsi miracoli. I lavori per edificare la chiesa, su progetto dell'architetto lucchese Raffaello Locci, iniziarono alla fine del 1628 e terminarono nella prima metà del 1700.[26]Chiesa della Misericordia

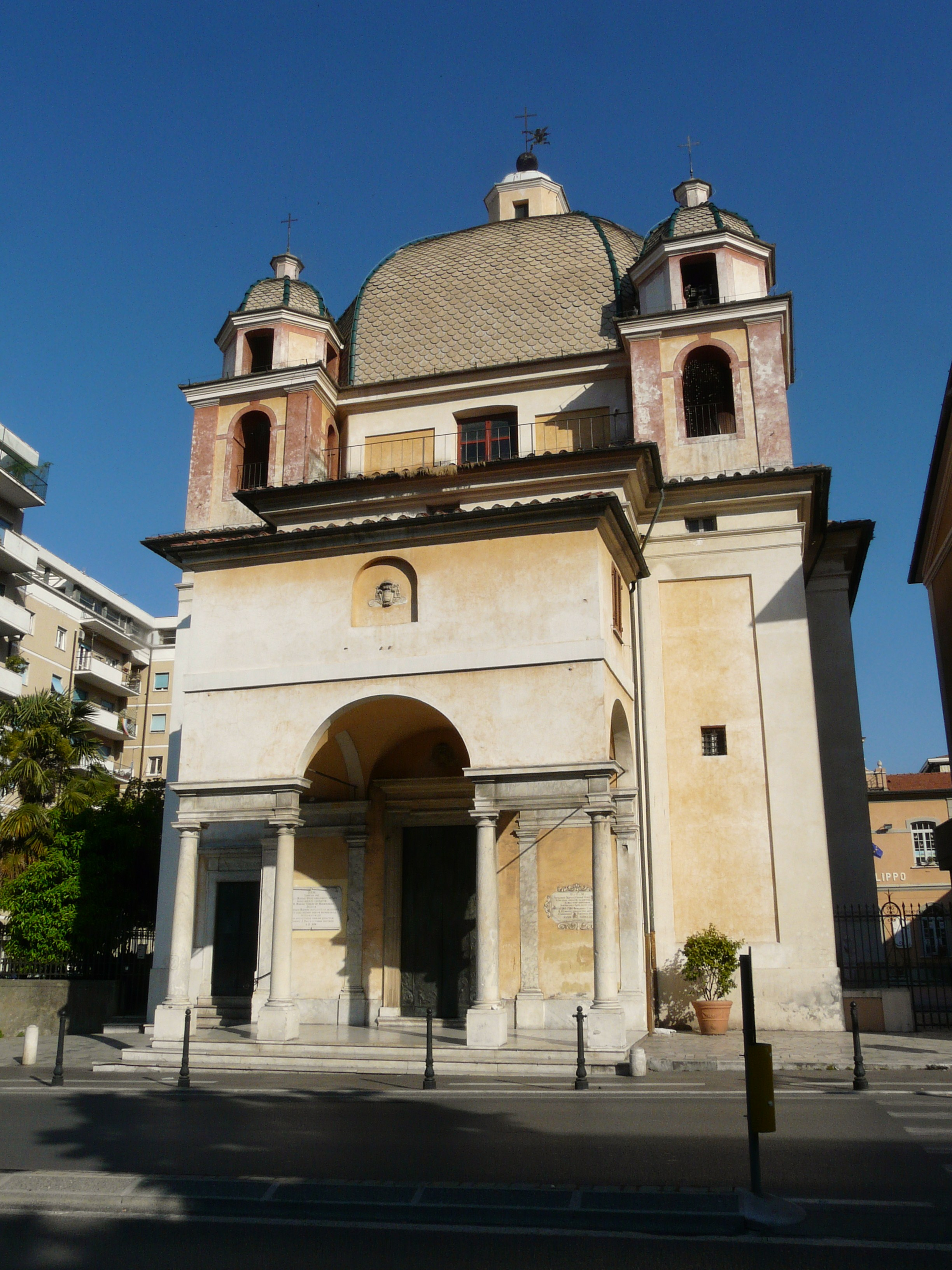
Chiesa della Misericordia

- Chiesa di San Sebastiano, edificata nel 1945  in Largo Giacomo Matteotti in sostituzione dell'oratorio di San Sebastiano in Piazza degli Aranci, grazie all'intercessione del pontefice Pio XII ed all'impegno dell'allora vescovo Boiardi, incaricando del progetto l'architetto romano Gaetano Rapisardi. Inaugurata nel 1969, è una delle principali chiese di Massa.Chiesa di San Sebastiano

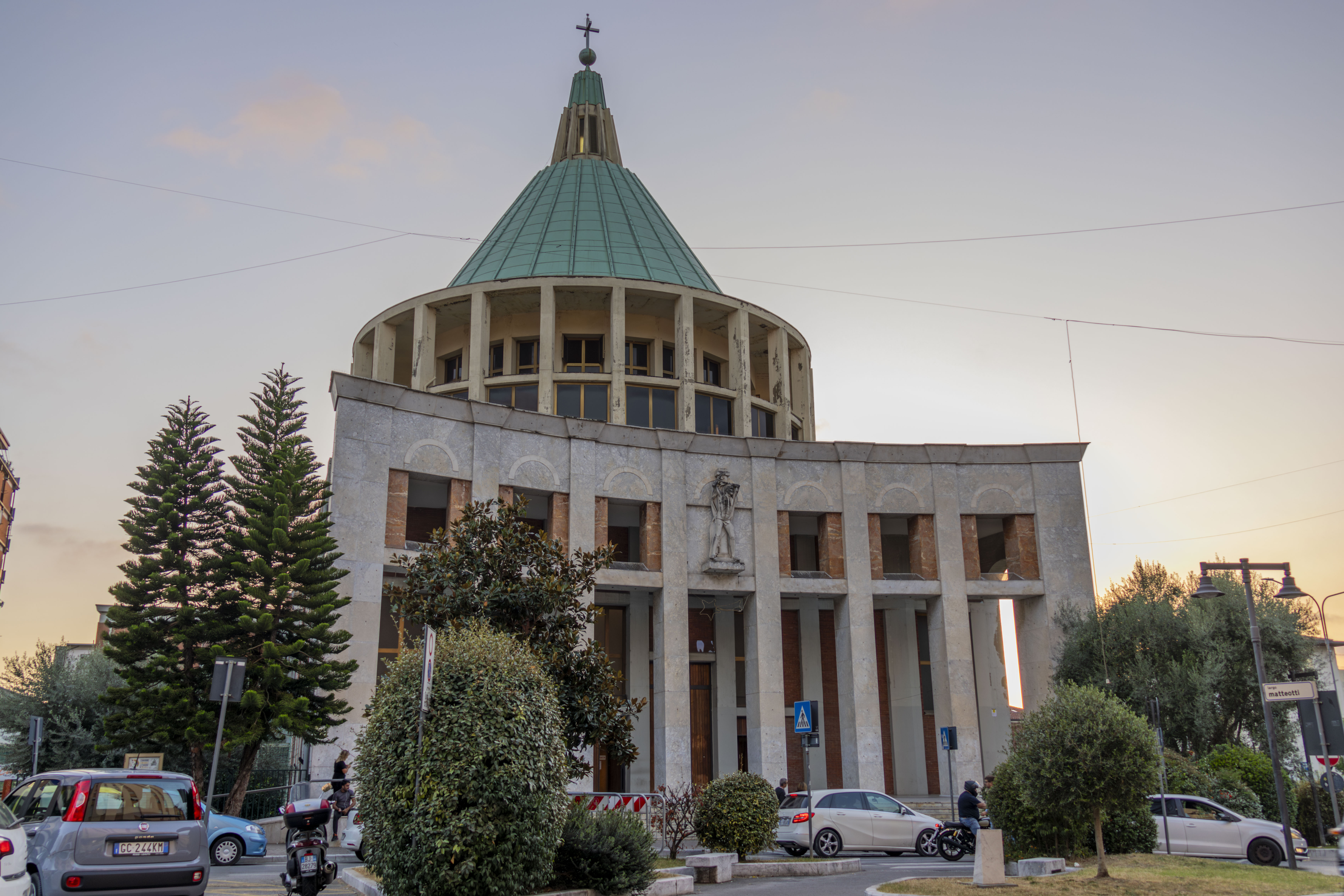
Chiesa di San Sebastiano

- Chiesa della Madonna del Monte, costruita accanto alla non più esistente Cappella del Prado, luogo innalzato attorno ad un quadro della Madonna attorno al quale si verificavano miracoli. Il quadro è adesso nella chiesa attuale, costruita da Alberico Cybo-Malaspina per i frati agostiniani di Fivizzano.Chiesa della Madonna del Monte

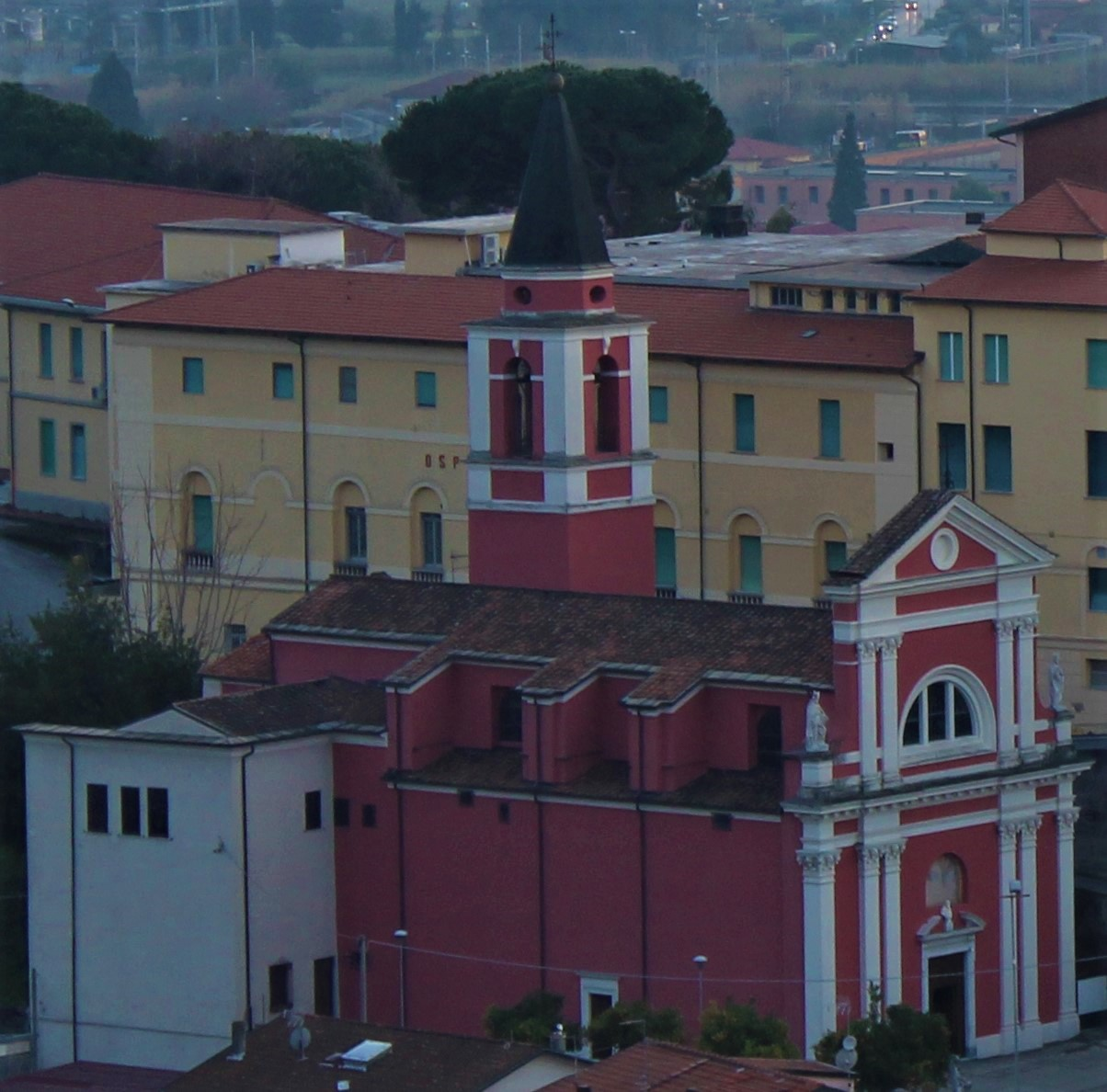
Chiesa della Madonna del Monte

- Chiesa di San Martino a Borgo del Ponte, la chiesa sorgeva in una posizione strategica, sul fiume Frigido, a Borgo del Ponte. Nel 1830 fu nuovamente ampliata e modificata nel suo assetto, come rivela un'epigrafe posta sopra la porta di ingresso al presbiterio.[27]
- Chiesa di San Rocco, costruita nel borgo della Rocca, è costituita da una sola navata con tetto a capanna con capriate lignee, conserva un crocefisso attribuito a Michelangelo. La facciata è semplice, caratterizzata da una lunetta e dal colore dei marmi contrapposto al rosso dell'intonaco. Al di sopra ospita una statua raffigurante San Rocco in veste di pellegrino.[28]Chiesa di San Rocco

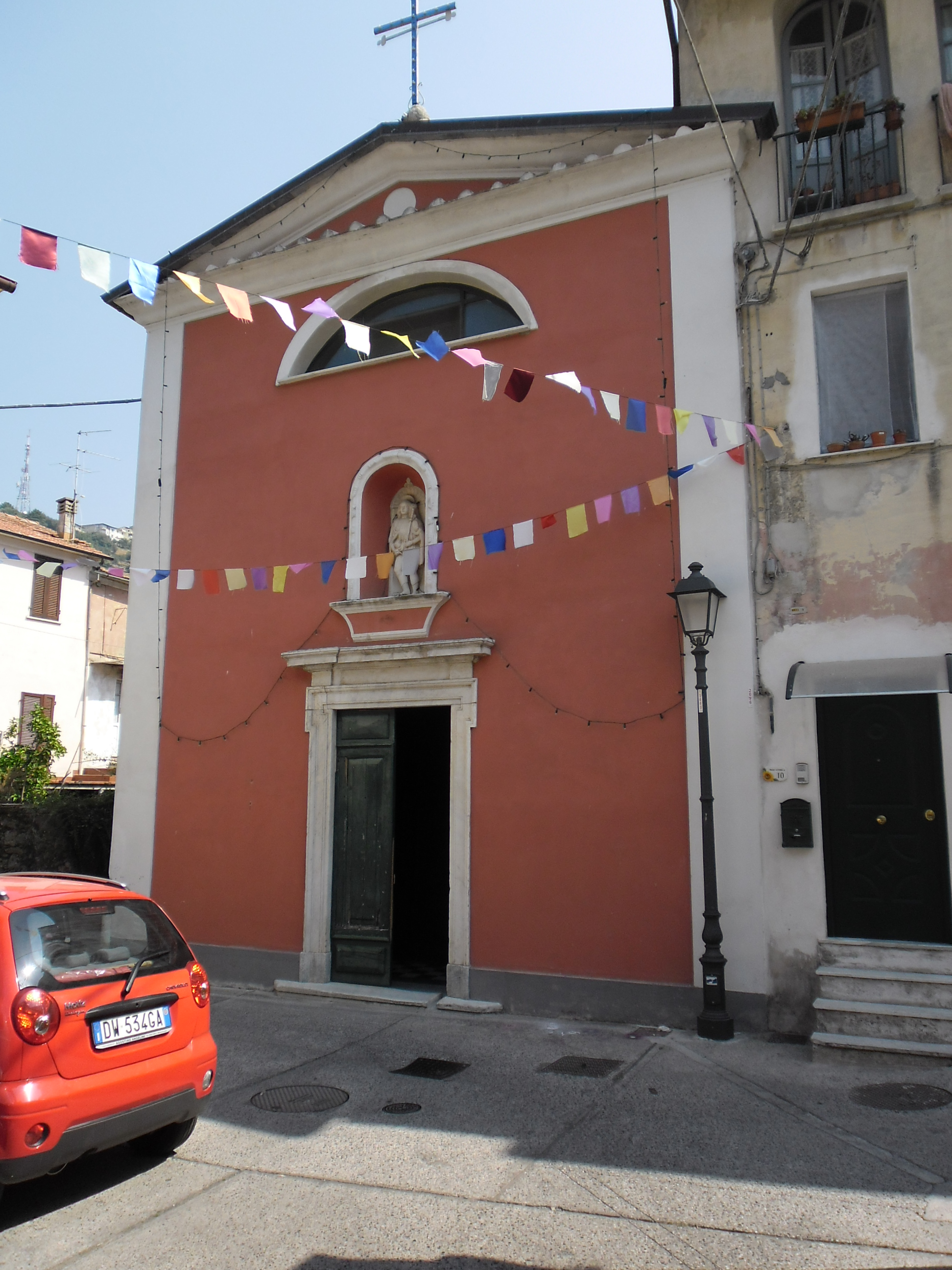
Chiesa di San Rocco

- Chiesa di Santa Maria Assunta: costruita agli inizi del 1600, si trova lungo la via che, risalendo la collina, portava dal centro di Massa fino a S. Carlo e da qui verso i paesi di Pariana e Altagnagna.[29]
- Santuario di Nostra Signora delle Grazie, Il santuario fu edificato nel 1691 sul colle di Volpigliano, in località Selva del Paradiso dove, nel rudere di una casetta, alcuni fanciulli nel 1684 rinvennero l'immagine di una Beata Vergine affrescata sul muro.[30]
- Oratorio dei Servi
- Chiesa di Santa Lucia, già nel 1400 esisteva alla Villa del Colle una cappella che faceva capo all'abitato sparso, sorto lungo le vie che collegavano la città di massa alla campagna, nei pressi del fiume Frigido. La Chiesetta di S. Lucia si trovava infatti all'incrocio tra la via di Capaccola e la via di fondovalle, che scendeva da Canevara verso la pianura massese. L'altare maggiore, nel tipico stile barocco, è di buona fattura, arricchito dalla bellezza del marmo apuano.[31]

#### Altre chiese
- Chiesa della Madonna dei Quercioli (Quercioli), nata attorno alla casa di Domenico Nocchi, il quale fece dipingere sul muro dell'abitazione una Beata Vergine. In seguito, l'immagine divenne famosa per i suoi miracoli, e si decise di costruire una chiesa, che venne terminata nel 1833.
La prima chiesa era a croce greca, con maestosa cupola, su progetto dell'architetto Giuseppe Marchelli di Modena, e un secolo dopo, la Chiesa fu trasformata a croce latina. La chiesa conserva un dipinto raffigurante uno dei miracoli avvenuti, un quadro a tempera raffigurante la Madonna con gli emblemi della Concezione, Santa Maria Maddalena, Santa Caterina Vergine e martire, e alcuni angeli. L'armonico edificio conserva alcuni pregevoli arredi sacri e una predella in legno, del Cinquecento, raffigurante l'Eterno Padre con angeli, attribuita alla scuola del Ghirlandaio.[32]
- Chiesa di San Gemignano (Antona), già nota nel 1297, è stata più volte ingrandita e ristrutturata sino ad assumere l'aspetto attuale. La struttura della chiesa e la presenza delle tre navate sorrette da tozze colonne, rimanda infatti alle contemporanee chiese romaniche toscane. Prima dei recenti restauri, nella muratura a vista della facciata, si potevano leggere una serie di interventi relativi a diverse fasi di vita della chiesa.[33]
- Chiesa di San Leonardo al Frigido, sorge fuori Massa, nei pressi del fiume Frigido
- Pieve di San Vitale (Mirteto), riedificata accanto alla ormai non più esistente vecchia chiesa, essa citata per la prima volta nel 986; l'attuale chiesa è però stata creata successivamente.[34]
- Chiesa della Madonna degli Oliveti, poche sono le sue notizie dal passato che ci sono giunte, riguardanti l'esistenza di una cappella dedicata alla Madonna dei raccolti nel XVIII secolo. Negli anni trenta del secolo scorso la chiesa fu ampliata, ed oggi presenta un'unica navata ed un'abside, assieme ad un piccolo campanile.[35]
- Chiesa della Madonna del Pianto (Castagnola), costruita in una zona rurale, per soddisfare le esigenze dei pastori e agricoltori che per lavoro passavano da queste parti; originariamente, nel XIX secolo, contava una sola navata, ma in seguito furono aggiunte quelle laterali e l'abside. La facciata possiede un semplice portale e una finestra circolare in marmo, oltre a due piccole statue poste ai lati. All'interno ospita un palio in stoffa della Madonna del Pianto.[36]
- Chiesa di San Domenico (Turano)
- Chiesa di San Giovanni (Pariana)
- Chiesa di San Rocco (Antona)
- Chiesa di Sant'Antonio da Padova (Ortola), esistente almeno dal XVI secolo, possiede una pianta centrale; la facciata è composta da un semplice portale in marmo, sormontato da una piccola finestra circolare. Nei dintorni doveva esistere anche un convento, di cui oggi rimangono tracce di un chiostro.[37]
- Chiesa di Sant'Antonio (Canevara)
- Oratorio di San Rocco (Bargana)
- Chiesa di San Giorgio (Lavacchio)
- Chiesa della Santissima Annunziata (Bergiola Maggiore)
- Chiesa di San Lorenzo (Casette)
- Chiesa di San Pietro (Forno)
- Chiesa della Madonna del Carmine (Resceto)
- Chiesa dei Santi Giacomo e Filippo (Casania)

### Architetture civili

#### Edifici rinascimentali e barocchi
- Palazzo Ducale, voluto da Alberico I Cybo-Malaspina, occupa il lato meridionale di Piazza degli Aranci. Grandioso e solenne, in stile chiaramente rinascimentale e barocco, oggi ospita la prefettura.[38]
- Villa la Rinchiostra, nasce come casino di caccia a supervisione della vigna antistante; la vera e propria villa nasce per volere di Teresa Pamphili, la quale affidò, nel 1675, il progetto ad Alessandro Bergamini. Nasce così un edificio a tre piani, il secondo composto anche da un loggiato simile a quello di Palazzo Ducale, sempre di colore bianco e rosso.[39]
- Villa Massoni, viene acquistata dal 1667 al nobile genovese Giulio Pacero da Carlo I Cybo-Malaspina, che la rielabora grazie al progetto di Alessandro Bergamini, architetto, scultore e artista di corte: la villa iniziale scompare (ne rimangono solide fondamenta sotto la terrazza centrale), venendo sostituita da un altro edificio, che oggi corrisponde all'ala lato Carrara; viene arricchita con loggiati digradanti verso il basso, giardini pensili, statue, alberi da frutto. Parte del suo patrimonio viene disperso da Alderano I Cybo-Malaspina, a causa dei suoi debiti, tuttavia risulta la villa ducale più conservata in zona. Venne in seguito abbandonata.[40]
- Villa La Cuncia, nacque per volere di Alberico I Cybo-Malaspina nel 1557 come luogo di ristoro durante le battute di pesca che egli eseguiva sulle sponde del Frigido a Borgo del Ponte, dove è situata la villa. Internamente possiede stanze affrescate da Giovan Battista Ghirlanda, mentre all'esterno è arricchita da un vasto giardino ricco di agrumi.
- Palazzo Bourdillon[41]
- Palazzo Colombini, già sede della Banca d'Italia, negli anni '80 divenne sede della biblioteca civica "Stefano Giampaoli"[42]
- Palazzo Cadetti, creato per ospitare i figli cadetti della corte. In seguito diventato il Palazzo Vescovile, oggi ospita il Museo diocesano di Massa. Sul retro possiede il giardino, la piattaforma del marchese, dove fu posta la prima pietra della cortina muraria.
- Palazzo Ricci, anticamente decorato con graffiti.
- Palazzo Mussi, raffigurante monumenti della città rinascimentale; abitato prima dalla famiglia genovese degli Ayola e in seguito, nel Settecento, dai Mussi
- Palazzo delle Scienze, che nell'Ottocento ospitò il Dottor Chiappe, che aprì la prima farmacia della città; l'edificio possiede una facciata riccamente decorata con busti e statue raffiguranti i padri fondatori della scienza.
- Palazzo della Maggesa, appartenente all'omonima famiglia, al servizio del Re. Come dono di questa alleanza, Alberico I Cybo-Malaspina fece dipingere ad Agostino Ghirlanda, a servizio della corte, la facciata della casa, con forme geometriche e richiami all'acqua, al tempo e alla vita.
- Palazzo Brignadelli, ricco di graffiti con motivi floreali e rappresentazioni di putti.

#### Edifici settecenteschi e ottocenteschi
- Villa Pascoli, abitazione in cui risiedette il poeta dal 1884 al 1887 durante gli anni di insegnamento al liceo classico. Il suo ricordo nella città è evidente dall'epigrafe marmorea posta sull'edificio e dalle opere a lui consacrate.
- Villa Guglielmi, casa del famoso musicista Massese.
- Teatro Guglielmi
- Teatro dei Servi

#### Edifici moderni

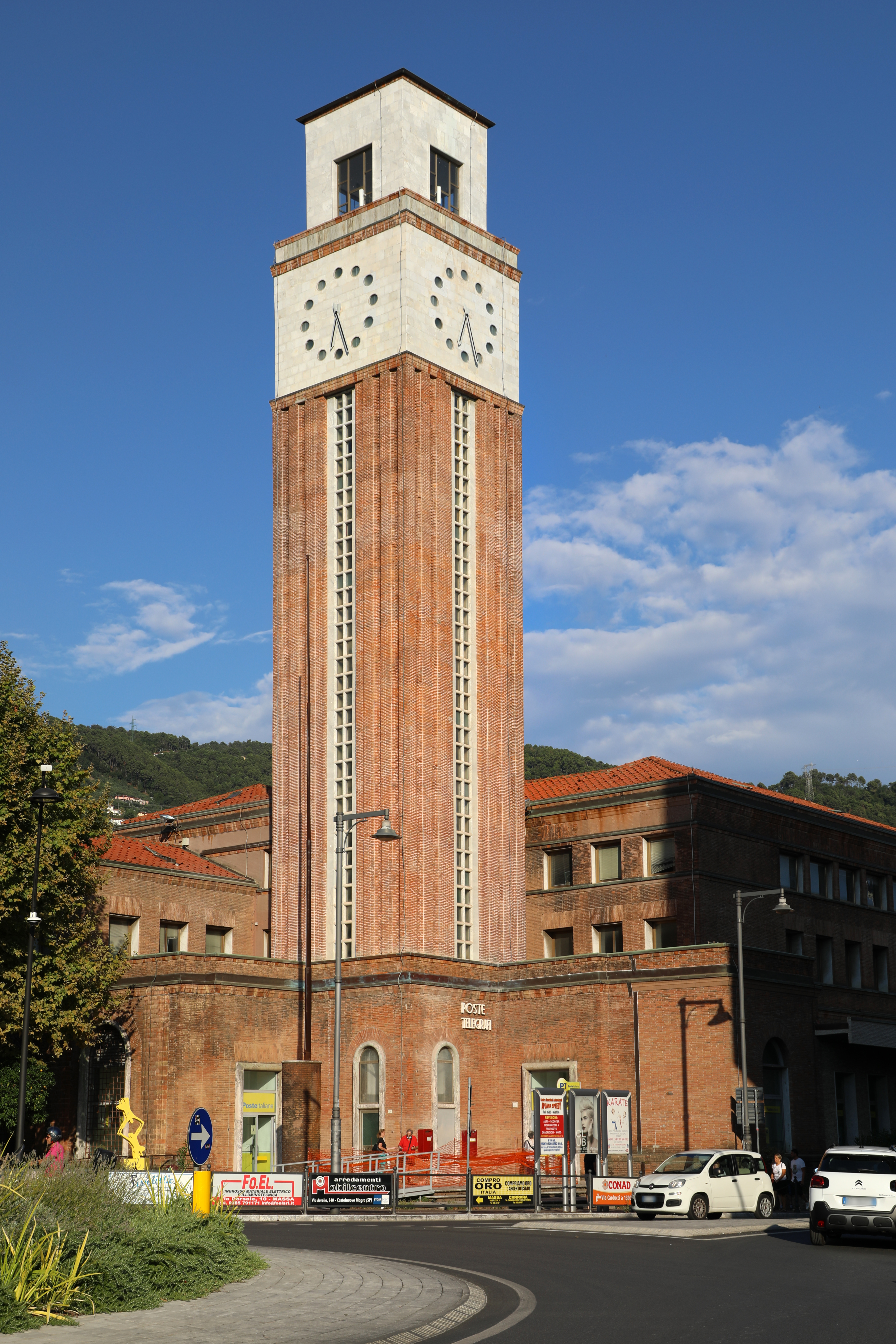
Il palazzo delle Poste

- Complesso San Leonardo, costruito nell'omonima località dall'architetto Edoardo Detti
- Edificio portineria Dalmine, attuale cinema Splendor
- Palazzo degli Uffici Giudiziari
- Palazzo del Genio Civile
- Palazzo delle Poste
- Sede della Banca d'Italia
- Stabilimento industriale Olivetti Synthesis
- Villaggio impiegati Dalmine
- ex Casa del Balilla

### Architetture militari
- Rocca Malaspina o Castello Malaspina, nato da una precedente fortificazione obertenga composta da una torre e un recinto, costruita nel 1000. Fu ampliato con una cortina muraria da Castruccio Castracani, inglobando anche delle abitazioni; quando il borgo di Bagnara si sottomise ai Malaspina di Fosdinovo, Giacomo Malaspina costruì la residenza rinascimentale, composta da due torri ed un edificio ad "L" che comprendeva numerose sale affrescate. Con Alberico Cybo-Malaspina il castello otterrà un nuovo bastione sorto nella parte sud-est, ponendosi alla base di una torre, del bastione del cavaliere, posto a sud-ovest, e di una cortina che ospiterà anche delle cannoniere nel lato occidentale.Il Castello Malaspina nel 2023

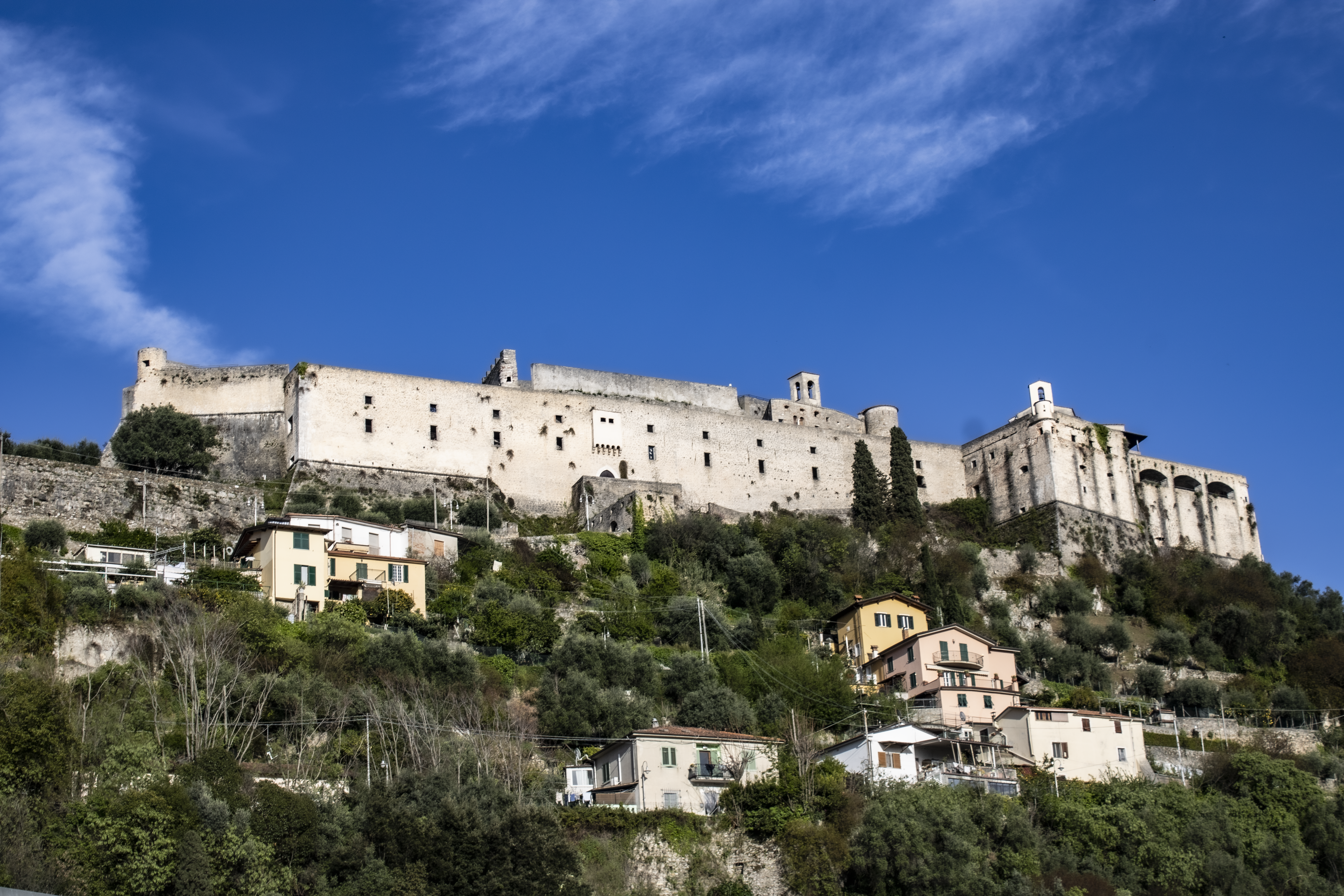
Il Castello Malaspina nel 2023

- Mura di Massa, comprendevano inizialmente Massa Vetere, la città posta sul colle del castello, ed erano state costruite da Giacomo Malaspina sulla base di precedenti strutture. Alberico Cybo-Malaspina invece costruì nuove mura che cingevano anche il borgo di Bagnara a pianta stellare. La prima pietra fu posta il 10 giugno 1557, nella cosiddetta "Piattaforma del Marchese", giardino di Palazzo Cadetti.
- Porta Martana o Toscana, accesso meridionale alla città, costruita per volere di Alberico I Cybo-Malaspina in stile rinascimentale nel 1557, sostituendo una precedente porta medioevale; se ne ha notizia dal 1564. Sorge nel quartiere del Prado, in un punto strategico sulla Via Pedemontana, che collegava la città con il resto della regione. Per questo in zona sorsero altri edifici come la Sala d'Armi e il Bastione Martana, addetto all'addestramento militare, assieme alle omonime piazze, nelle quali confluivano la maggior parte delle strade della città. Fa parte della nuova cerchia muraria, voluta anch'essa da Alberico I Cybo-Malaspina.[43]
- Porta Quaranta, facente parte della vecchia cinta muraria, è posizionata in località Grondini; fu eretta nel XV secolo da Giacomo Malaspina a difesa della sottostante via Pedemontana, assieme ad un bastione ancora esistente. Era preceduta da un ponte levatoio e da un fosso, ma ciò che rimane del suo antico splendore è solo l'arco a tutto sesto, costruito in calcare cavernoso.[44]
- Porta San Martino, costruita nel 1574 per volere di Alberico I Cybo-Malaspina, a difesa di Borgo del Ponte: costituiva l'estrema difesa settentrionale della città, a controllo della viabilità che giungeva dalla strada della Foce e dalla via Pedemontana, passando per il ponte sul Frigido situato nei dintorni.
- Scuderie Ducali o Sala d'armi, affacciate su Piazza Martana, diventata quartiere strategico della città, furono innalzate nel XVI secolo, da un certo "Alberti", spesso citato all'epoca. L'edificio è preceduto da un loggiato a tre campate, nel mezzo del quale esisteva l'ingresso. Oggi ospitano la caserma della Polizia di Stato.
- Rifugio antiaereo della Martana, realizzato negli anni quaranta per difendere la popolazione massese dai bombardamenti che colpirono la città dal 1944 al 1945. Possiede tre ingressi: dietro la porta della Martana, in Via Bigini ed in Via Prado; internamente vi è una galleria di circa 300 metri che corre sotto parte del colle del castello, che ospita una cucina e dei bagni. Dopo i restauri del 2006 è stato riaperto al pubblico, e ospita mostre e convegni.[45]

### Altro
- Arco del Salvatore, voluta nel 1690 per celebrare la nascita del Ducato di Massa dal duca Carlo II Cybo-Malaspina, fungeva da antiporta per la scomparsa Porta del Pino o San Francesco; è un arco di trionfo decorato con grandi bugne in calcare cavernoso, quattro pilastri marmorei, una targa celebrativa e la statua del Salvatore, che gli dà il nome.[46]
- Pomerio Ducale, voluto dal principe Alberico I Cybo-Malaspina, posto fuori dalle mura della città per richiamare al mitologico Giardino delle Esperidi. Ospitava statue di dèi antichi e alberi da frutto trapiantati dal vecchio giardino del Prado, ed era cinto da una cortina muraria quadrata con due sporgenze nei lati nord e sud. Oggi, il giardino è occupato da una piccola abitazione nella sezione sud-est, e una nell'omonimo vertice; possiede ancora le mura dei lati nord ed est, con la nicchia trasformata in una casa nel vertice alla congiunzione degli stessi; il muro occidentale è stato abbattuto durante l'ampliamento del giardino, che arrivò a raggiungere via Palestro, zona adesso occupata da edifici del dopoguerra. Possiede ancora il Portale di Pasquino e Pasquetta, composto in marmo e raffigurante un uomo e anziano e una dolce ragazza.
- Portale del Pomerio Ducale o di Pasquino e Pasquetta, realizzato per volere di Alberico I Cybo-Malaspina all'ingresso del Pomerio Ducale, nel 1557, rimaneggiato e spostato nella posizione attuale da Carlo I Cybo-Malaspina; probabilmente innalzato da Bartolomeo Ammannati, di marmo, e decorato con due lesene contenenti due finti piedistalli, dai quali emergono le due statue che danno il nome al portale; la donna, dall'aspetto giovanile, e l'uomo, apparentemente più anziano.

#### Piazze
- Piazza Martana, nata dalla confluenza di Via Alberica, Via Beatrice e Via Bigini, era il luogo in cui si svolgevano le prove militari; infatti su di essa si apre la sala d'armi, composta da un piccolo loggiato a tre campate. Su di essa si apre anche Porta Martana, l'accesso meridionale alla città.

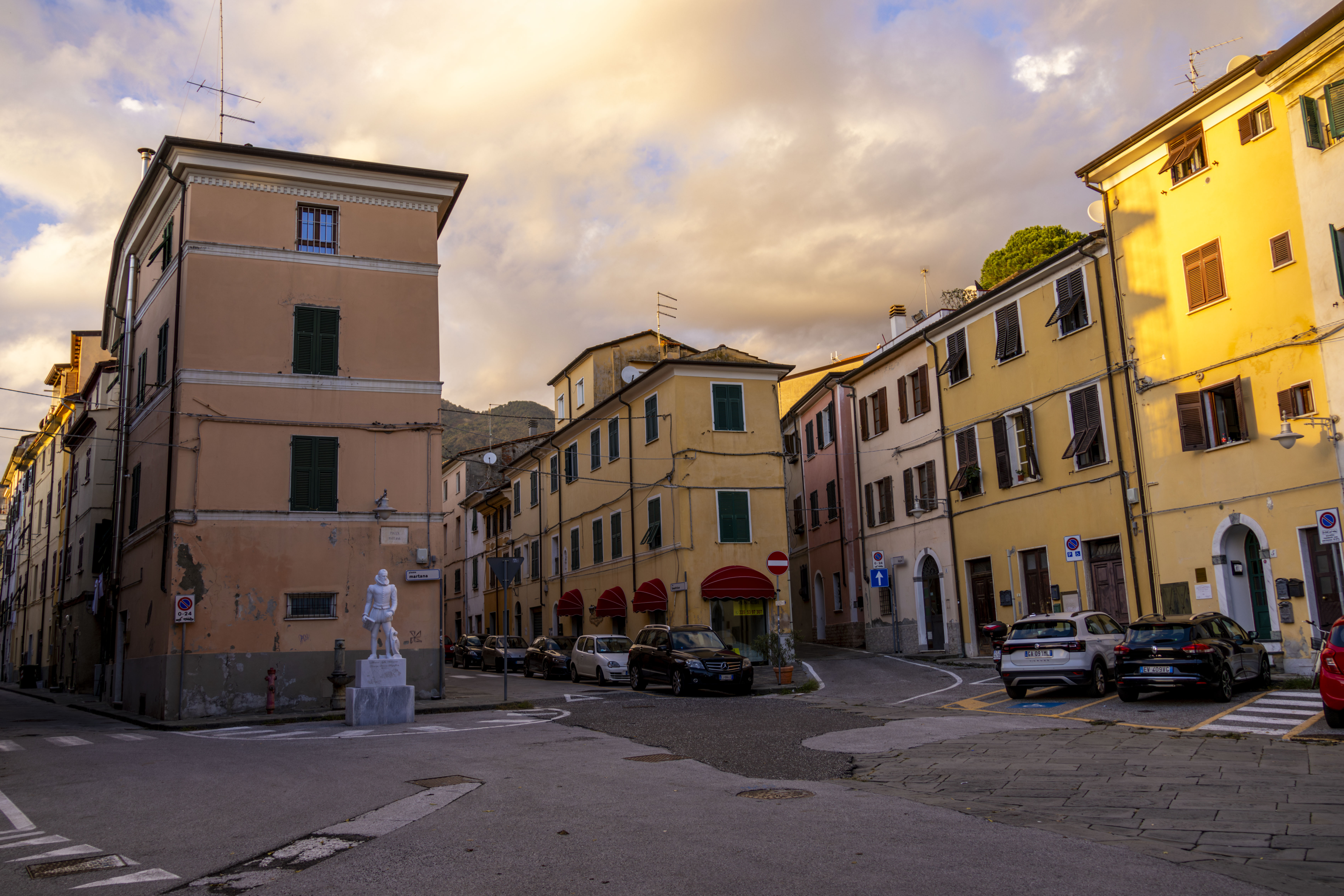
Piazza Martana

- Piazza Mercurio, da sempre dedita ad attività mercantili: è il luogo del rinvenimento della fattoria romana, nella quale si producevano anfore che avrebbero dovuto conservare il vino delle colline del Candia. In seguito ospitò un pozzo, che venne poi rimpiazzato dalla fontana del mercurio nel 1566, una fonte con sopra una statua del dio, voluta da Alberico I Cybo-Malaspina. Ma dall'epoca romana, la piazza era profondamente cambiata: la terra l'aveva riempita ed era venuta a far parte del soprastante colle della rocca. Ma Alberico spianò la piazza, distruggendo la borgata che sopra vi era costruita: da quel momento la piazza ospitò il mercato cittadino, e da qui la fontana di Mercurio, protettore dei mendicanti e del mercato. Sulla piazza si affacciano palazzi nobiliari come palazzo Bourdillon, Palazzo Manetti, Palazzo Colombini e Palazzo Nizza.

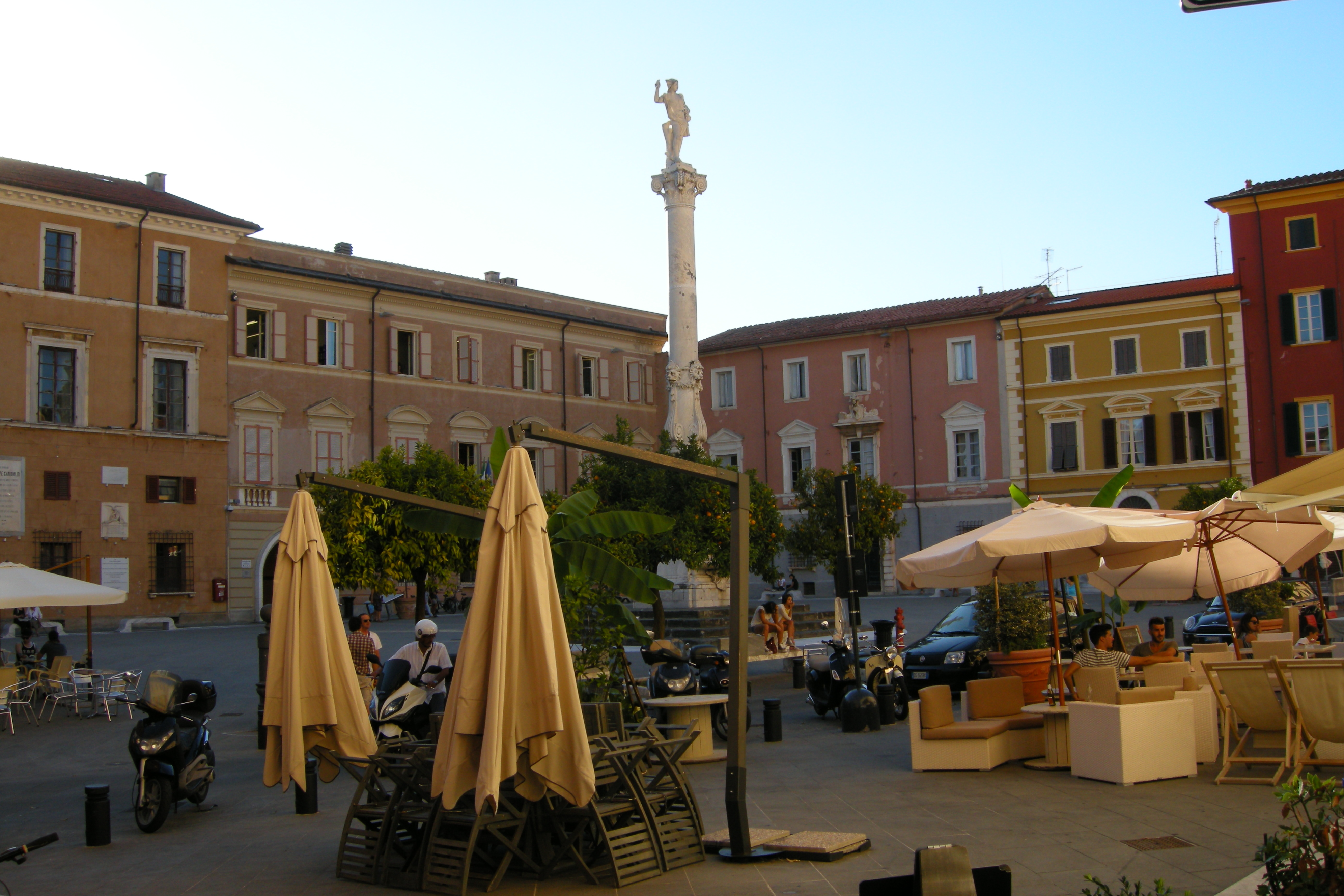
Piazza Mercurio

- Piazza Felice Palma, su cui si affaccia l'omonimo Istituto d'Arte. Una volta facente parte del Bastione San Sebastiano, oggi è un luogo arricchito da alberi e una piazza pedonale con panchina circolare al centro.

- Piazza degli Aranci, nata come primo riferimento agli abitanti del borgo di Bagnara, nacque come cimitero, per tutto il medioevo; esso venne spianato per la realizzazione di una piazza che costeggiasse la Collegiata di San Pietro, ma una parte venne adibita a fini agricoli; solo nel '600 la piazza fu totalmente resa tale, diventando assieme a Piazza Mercurio il secondo foro nodale della città. Nell'Ottocento, con la demolizione della Collegiata da parte di Elisa Baciocchi, sorella di Napoleone, la piazza fu rimaneggiata secondo i canoni napoleonici, aggiungendo una doppia fila di aranci che ancora oggi la caratterizza, e un obelisco centrale, per riempire il vuoto lasciato dalla chiesa demolita. Più tardi, all'obelisco vennero affiancati quattro leoni con rispettive fontane e vasche. Durante la seconda guerra mondiale, sotto il suolo stradale per tre lati del luogo fu costruito un rifugio antiaereo. Oggi è una delle piazze più scenografiche italiane, grazie alla facciata di Palazzo Ducale, che da proprio sul suo lato meridionale. Sulla piazza si affaccia la Casa del Mutilato, con sculture di Alterige Giorgi.

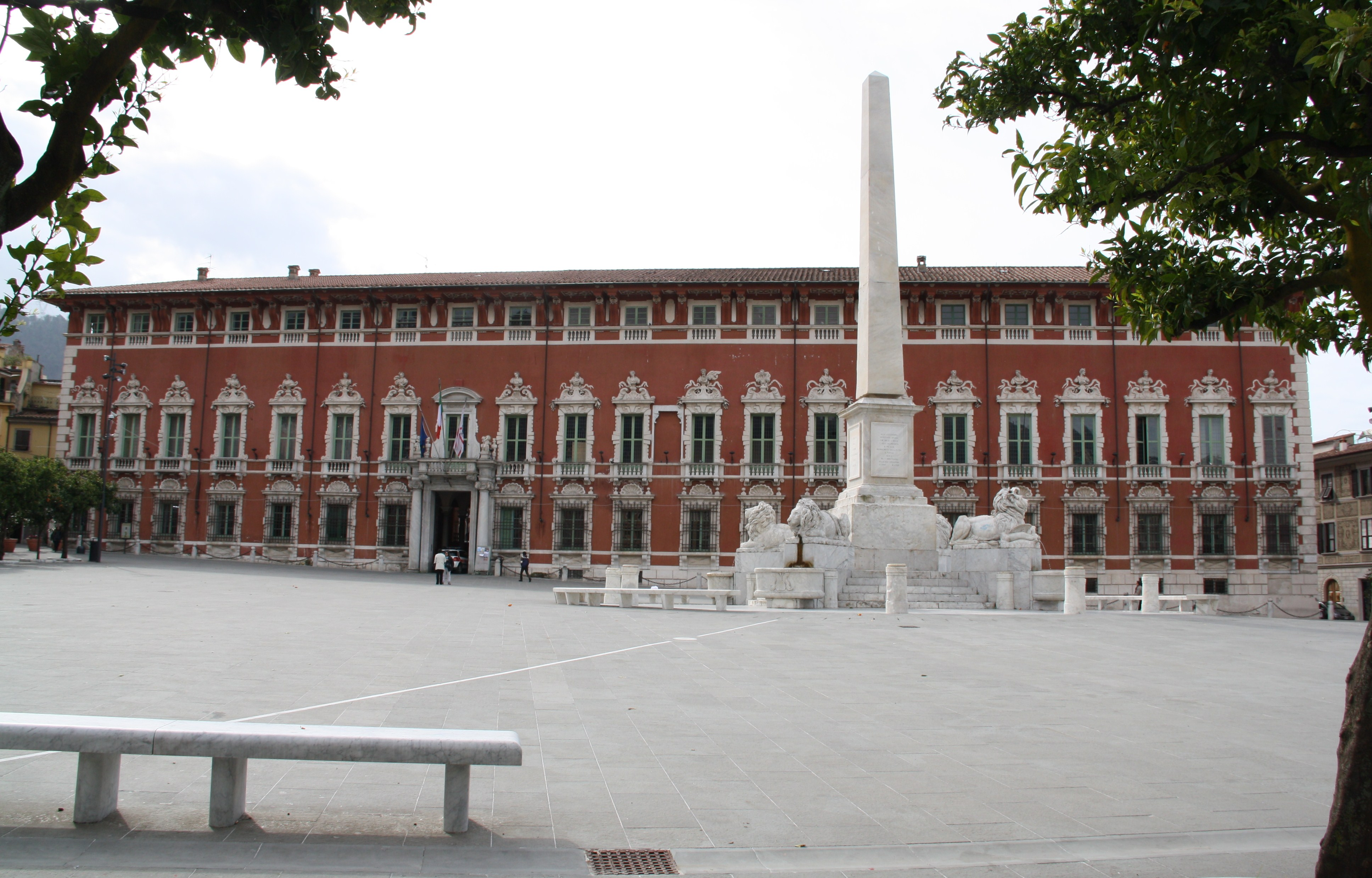
Piazza Aranci

- Piazza della Conca, in uno dei rioni più antichi di Massa, appunto la "Conca", era ed è tutt'oggi circondata da botteghe artigianali. Al centro possiede una fonte del settecento, e poco dietro si affaccia la casa del musicista Pietro Alessandro Guglielmi.[47]

- Piazza Giuseppe Garibaldi, sita in un luogo precedentemente agricolo, fu costruita nel 1862. La statua di Garibaldi fu posizionata nella piazza nel 1906, ideata dallo scultore Ezio Ceccarelli e scolpita da Fernando Tombesi. Durante la seconda guerra mondiale, sotto la piazza fu costruito un rifugio antiaereo. Circondata da siepi e palme, ed è oggi uno dei principali luoghi di ritrovo della città.[48]

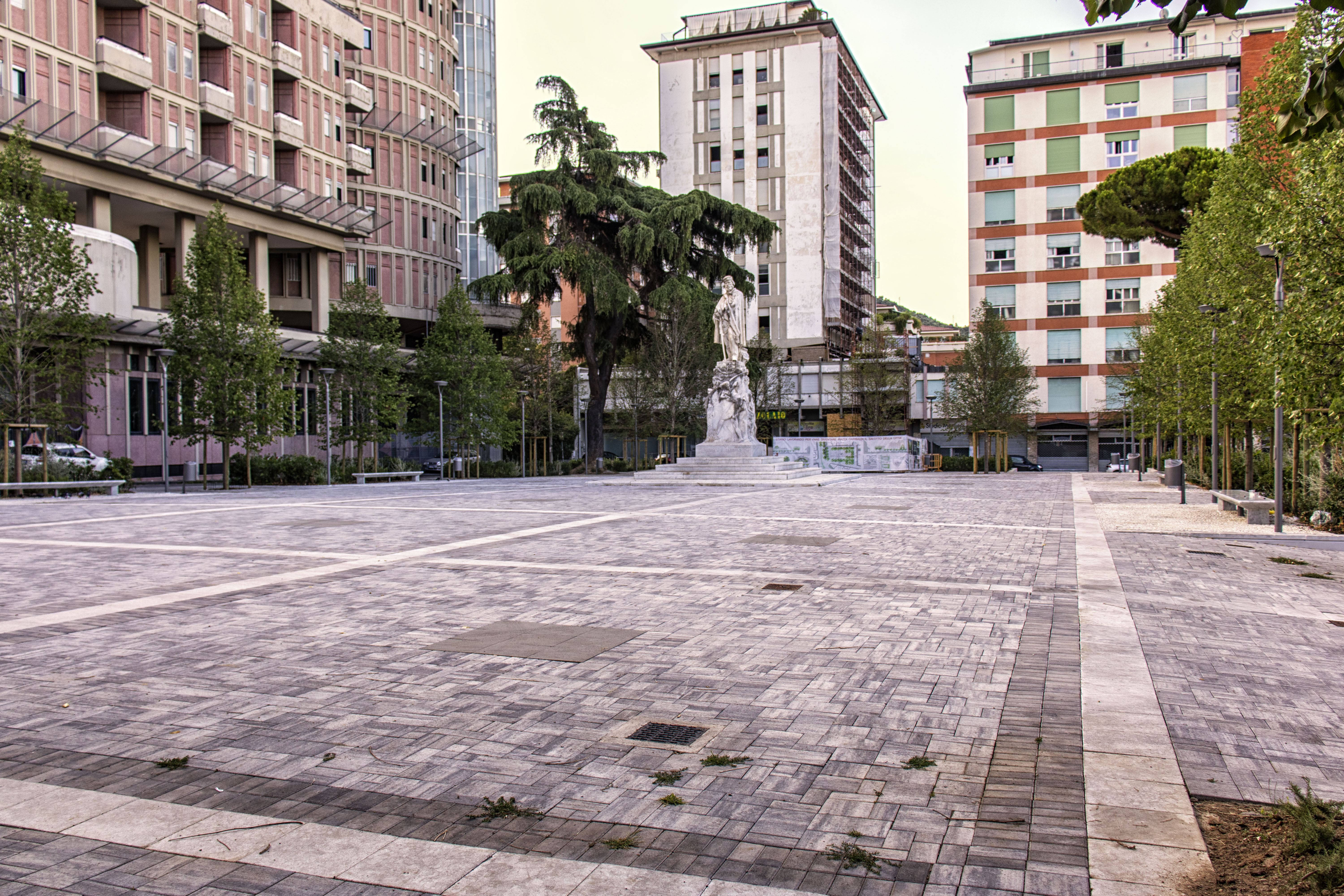
Piazza Giuseppe Garibaldi

- Piazza del Mercato, affacciata su Via Mercato, era in antichità una zona a ridosso delle mura cittadine. Oggi ospita la fontana "Trionfo di Afrodite:, realizzata nel 2003 dallo scultore Vito Tongiani, che rappresenta la nascita di Venere e il suo rapporto con Marte, assieme a una serie di simbolismi[49], tra i quali la scultura bronzea dell'uomo-sciacallo, una volta posta sotto al Comune di Massa.

- Piazza Enrico Berlinguer, piazza iniziata durante il 2014 e terminata a luglio 2015, sostituisce il precedente parcheggio e parte del piano interrato del mercato coperto; rialzata di un piano dal livello stradale, nei due livelli sottostanti contiene parcheggi per un totale di 120 posti auto; collegata alla strada da una scala e da una rampa, la piazza possiede una pavimentazione in pietra serena, con inserti di marmo apuano come del resto lo sono panchine, scale ed aiuole. Possiede quattro pensiline, tre adibite a zona mercantile, e una contenente bagni autopulenti. Presenti giochi per i più piccoli, il tutto con un belvedere sul colle del castello. La piazza è stata progettata come terzo punto di ritrovo della città, assieme ad un'ideale linea che la unisce a Piazza Mercurio e Piazza Aranci.[50]

- Piazza della Liberazione, progettata dall'architetto Cesario Fellini nel 1928, ruota attorno ad un'imponente fontana circolare realizzata dallo scultore Alterige Giorgi, circondata da putti e governata da un globo da cui escono zampilli d'acqua, sormontato da quattro delfini; il tutto interamente in marmo. Il globo però è più recente (di una riorganizzazione della fontana del 1958-1959), in passato era presente un fusto con fasci littori distrutto dopo la liberazione della città. Proprio per la presenza dei quattro putti nudi che ornano la fontana, la piazza è conosciuta dai massesi anche come "Piazza dei Culi". Sulla piazza si affaccia il palazzo delle Poste.

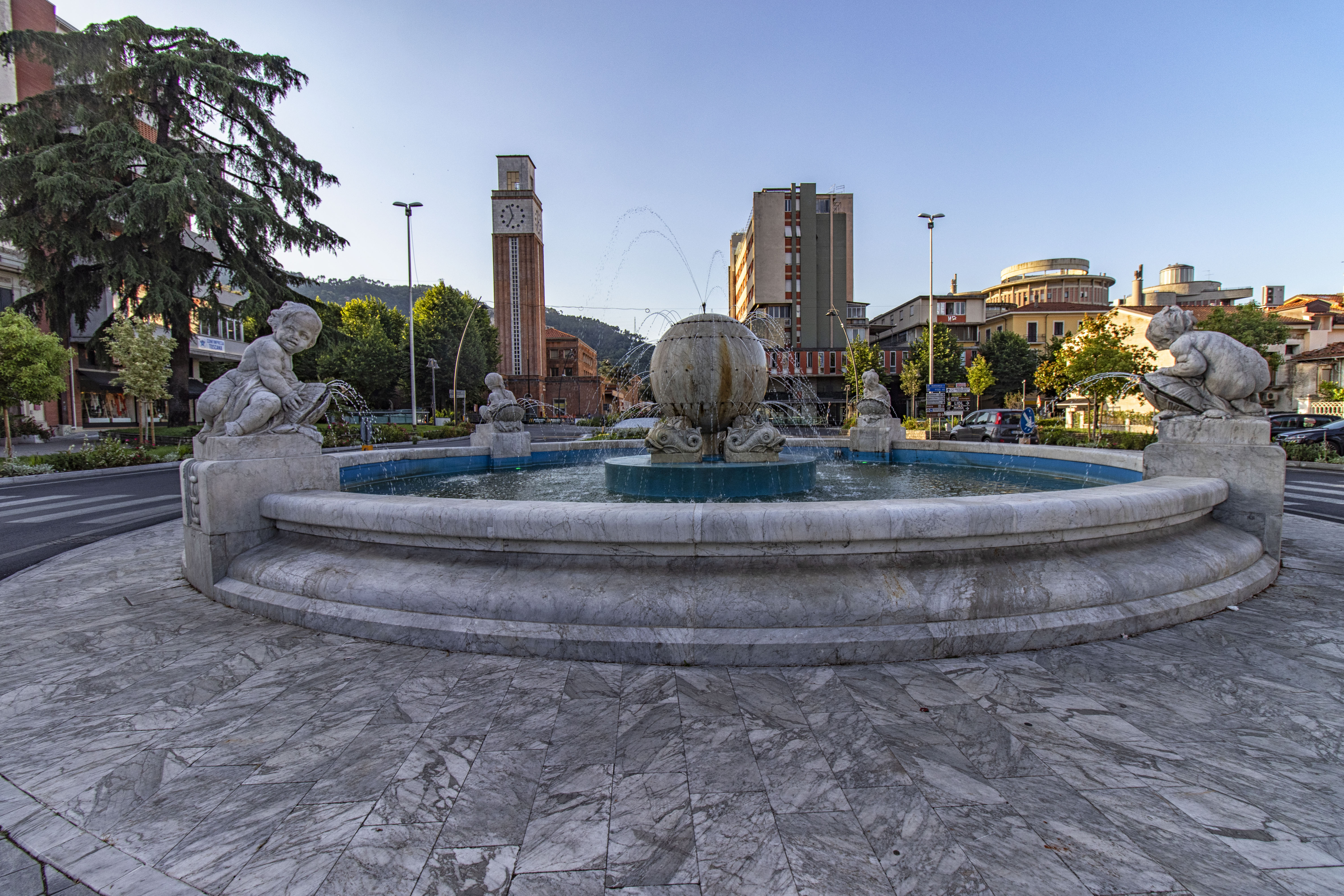
Piazza della Liberazione

- Piazza Giuseppe Minuto (già Piazza IV Novembre), decorata con palme, aiuole e spazi verdi, la piazza ospita l'accesso alla stazione di Massa Centro.

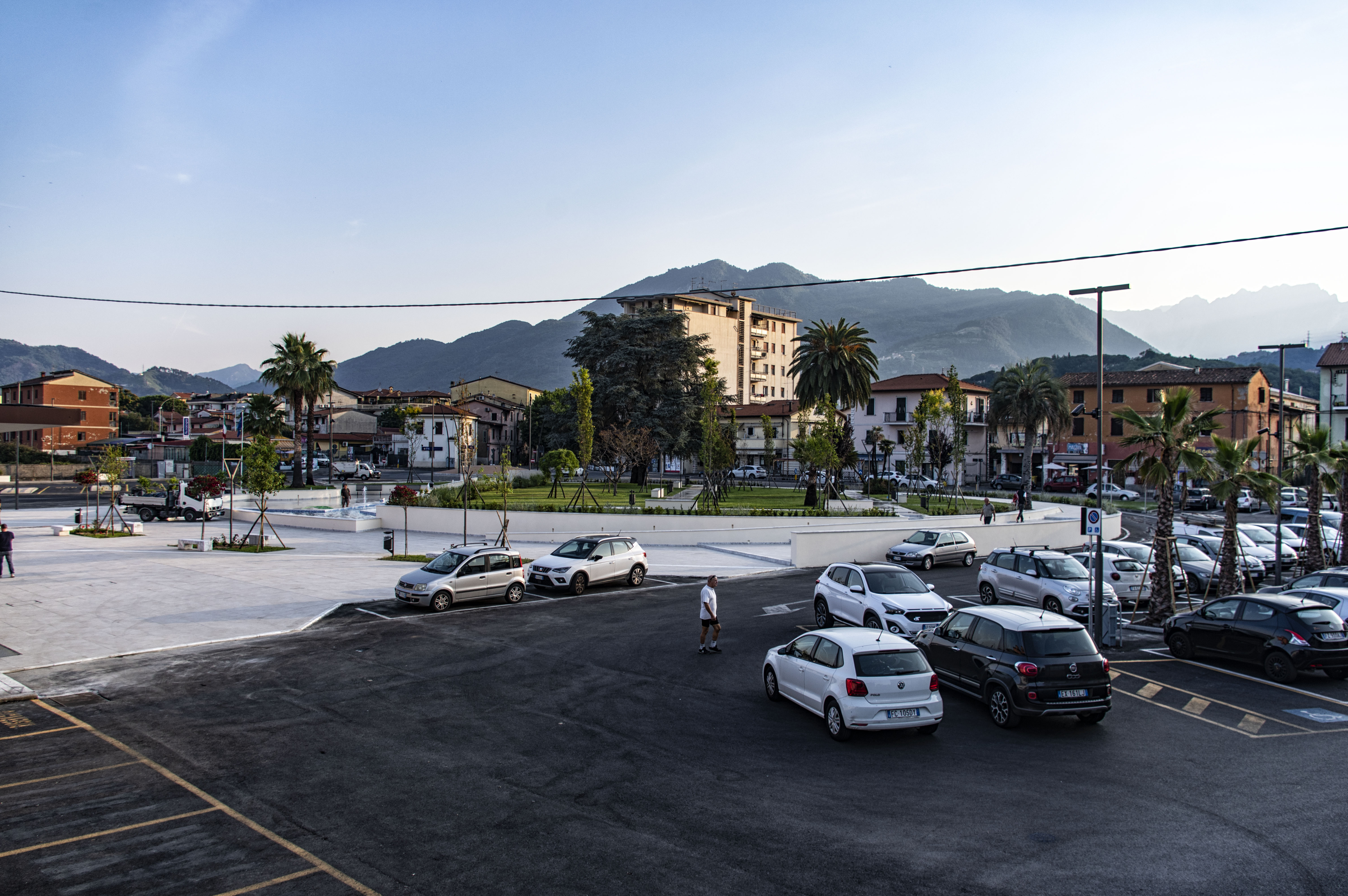
Piazza Giuseppe Minuto

- Piazza Giovanni Pascoli, arricchita da una fonte del poeta qui piazzata nel 1900, interamente in marmo bianco apuano, fu realizzata per abbeverare i contadini ed animali che dalla zona della Zecca transitavano verso la campagna.[51]

- Piazza Bastione, a ridosso del Bastione della Martana, in antichità era il luogo degli addestramenti militari, in particolare a cavallo. Col tempo il bastione è stato trasformato in carrozzeria, e ultimamente in abitazione. La piazza ospita oggi un parcheggio.

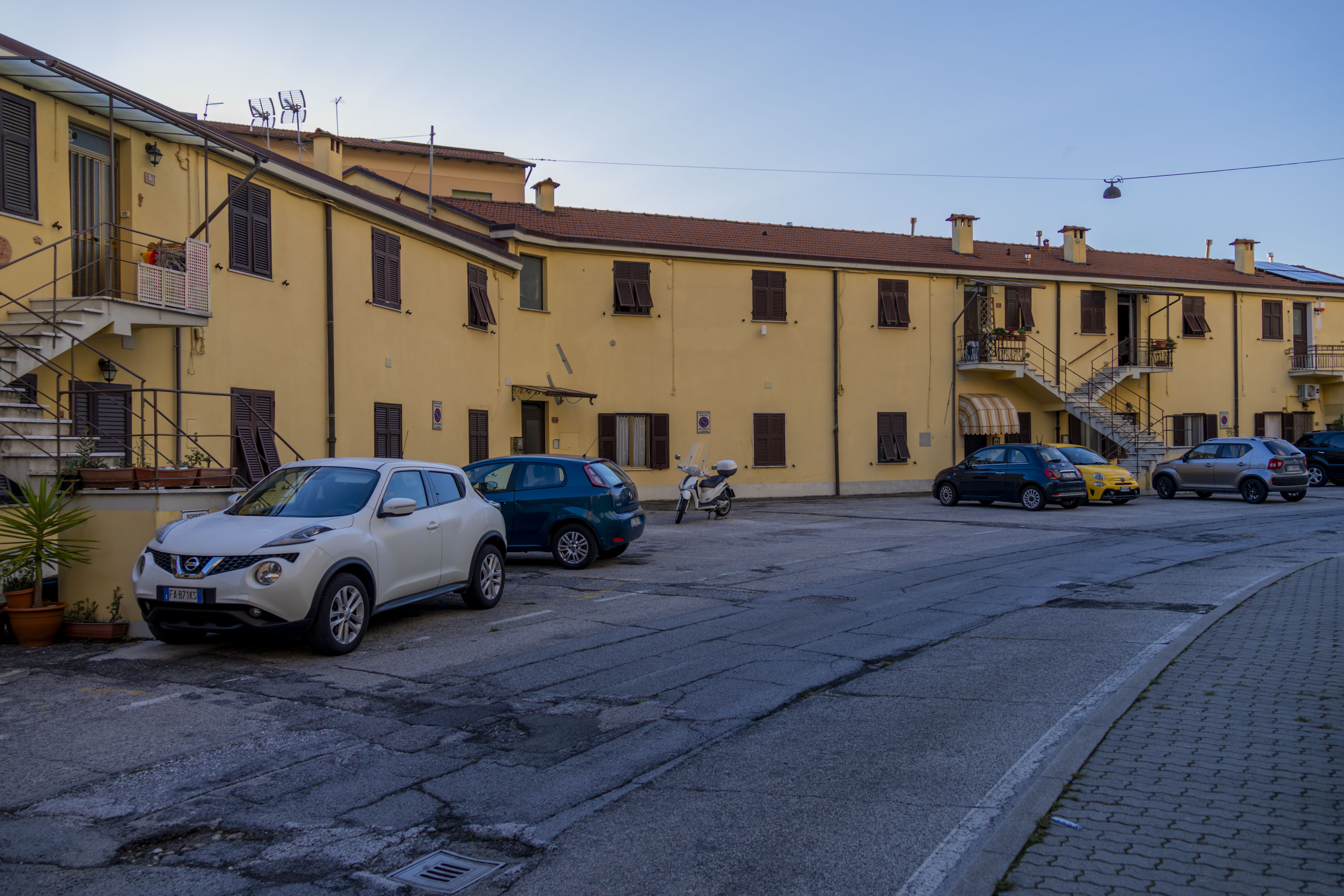
Piazza Bastione

- Largo Giacomo Matteotti, grande piazza simbolo del nuovo centro cittadino, ospita diverse aree di parcheggio, assieme ad aiuole e piante, e un'opera scultorea; su di essa si affacciano la Chiesa di San Sebastiano, l'Istituto d'arte Felice Palma e il Palazzo Comunale.

- Piazza Cesare Bertagnini, piccolo angolo del centro massese, ospitava una statua con fontana, La Lavandaia di Gigi Guadagnucci, da tutti detta "Puppona" (rappresentante una vigorosa donna dalle cui mammelle scende acqua), poi trasferita a Villa Rinchiostra. La statua è in marmo, come del resto lo sono le panchine che la circondavano. Sulla piazza si affaccia il Cinema Teatro Astor.

- Piazza Misericordia, punto di incontro delle più grandi ed importanti strade massesi: il Viale Roma e Via Marina Vecchia che collegano la città a Marina di Massa, ed il Viale Stazione che la collegano alla stazione di Massa Centro. È formata da una rotatoria decorata con fiori e arbusti ed una scultura posta al centro.

- Piazza del Partigiano, all'ingresso di Monte di Pasta, caratterizzata dal monumento marmoreo con sgargianti colori.

- Piazzale Santa Chiara, alla fine della medievale Via Piastronata, che unisce la Massa Vecchia alla Massa Nuova. Su di essa si erge imponente la Chiesa del Carmine, a ridosso delle antiche mura cittadine.

- Piazza del Teatro, posta davanti a Teatro Guglielmi, è uno dei luoghi più suggestivi di Massa, circondata da grandi piante di alloro che tuttavia offuscano la visuale del palazzo ottocentesco.

- Piazza Santa Settimina, anticamente punto di accesso alla città dalla porta settentrionale, la demolita Porta di San Francesco, adiacente al duomo. Oggi è invece delimitata da un'altra porta, l'Arco del Salvatore, e da un muro con nicchie che la separa dal palazzo episcopale. In una delle nicchie è ospitata la Fontana del Battì, attribuita secondo alcuni a Michelangelo.

- Piazza Duomo, scenografico luogo che si apre dinnanzi alla maestosa facciata del Duomo e sulla sua scalinata, sul fondo di Via Dante Alighieri, tra i giochi di colore del marmo bianco apuano e il giallo del vicino palazzo episcopale.

- Piazza Ospedaletto (Borgo del Ponte), luogo di accesso alla borgata, delimitata dalla Porta di San Martino al Frigido e dal belvedere sul fiume Frigido, e sulla zona della cuncia. Possiede una scalinata verso monti che conduce al ponte di ferro, il quale sostituisce l'antico ponte distrutto durante la seconda guerra mondiale che dava il nome al borgo.

- Piazza Castagnola, nel borgo di Castagnola di Sopra, la piazza è un'area verde con panchine in marmo a forma di coccodrillo, molto originali. Vicino si trova la Chiesa della Madonna del Pianto.

- Piazza Piero Calamandrei (Ronchi), luogo di ritrovo per anziani e cercatori di tranquillità, ospita molti pini, siepi, con passeggiate immerse nella macchia mediterranea. Possiede un parco per bambini, ed una grande fontana circolare con acqua zampillante.

- Piazza Bad Kissingen (Marina di Massa), una delle piazze più monumentali di Massa; nasce come finale ideale del Viale Roma, e come un luogo da cui apprezzare il mare da un'altra prospettiva, ma allo stesso tempo ammirare il biancore delle Alpi Apuane. Possiede una pavimentazione in pietra di Trani, contornata all'estremità da assi di legno rigato; ai lati ospita due filari di palme, come continuazione ideale di quelle del già citato Viale Roma. Al centro l'opera più grande, di Pino Castagna, "Le vele", interamente in marmo bianco di Carrara, blocchi appoggiati su una piattaforma circondata da dell'acqua. La notte la piazza si riempie di una luce lunare, che valorizza la monumentalità dell'opera.[52]

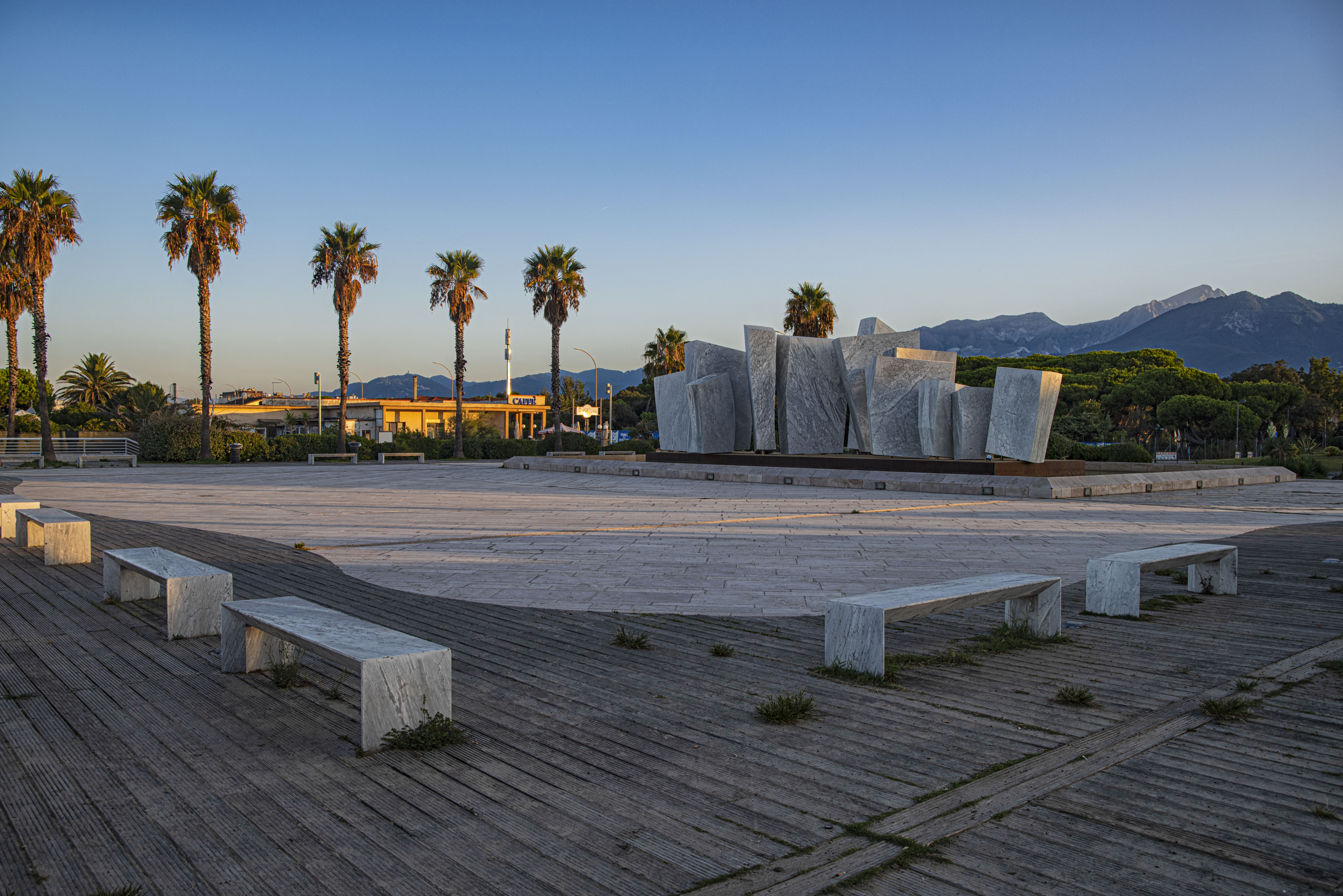
Piazza Bad Kissingen

- Piazza Francesco Betti (Marina di Massa), il "foro" della località balneare, su cui si diramano ai lati due filari di palme alternate a siepi e arbusti, e una serie di macchie verdi; il tutto circondato da negozi, passeggiate e ville Liberty. Verso il mare la sua propaggine è formata dal pontile, che la notte, grazie alle sue luci, crea un grande effetto scenografico. Verso monti, la piazza viene convogliata nel Viale San Leonardo.

- Piazza Giovanni Pellerano (Marina di Massa), composta da un parco immerso in una grande pineta, con giochi per bambini e luoghi di riposo.

#### Alcuni dei molti monumenti
- Obelisco di Piazza Aranci
- Colonna del Mercurio di Piazza Mercurio
- Il Giocoliere Volante di Alessandro Giorgi (Piazza IV Novembre, fronte stazione di Massa Centro)
- Obelisco alle vittime dell'eccidio delle Fosse del Frigido (Via Taberna Frigida)
- Evoluzione di Alessandro Mosti (Piazza Francesco Betti, Marina di Massa)Evoluzione di Alessandro Mosti "Indian"

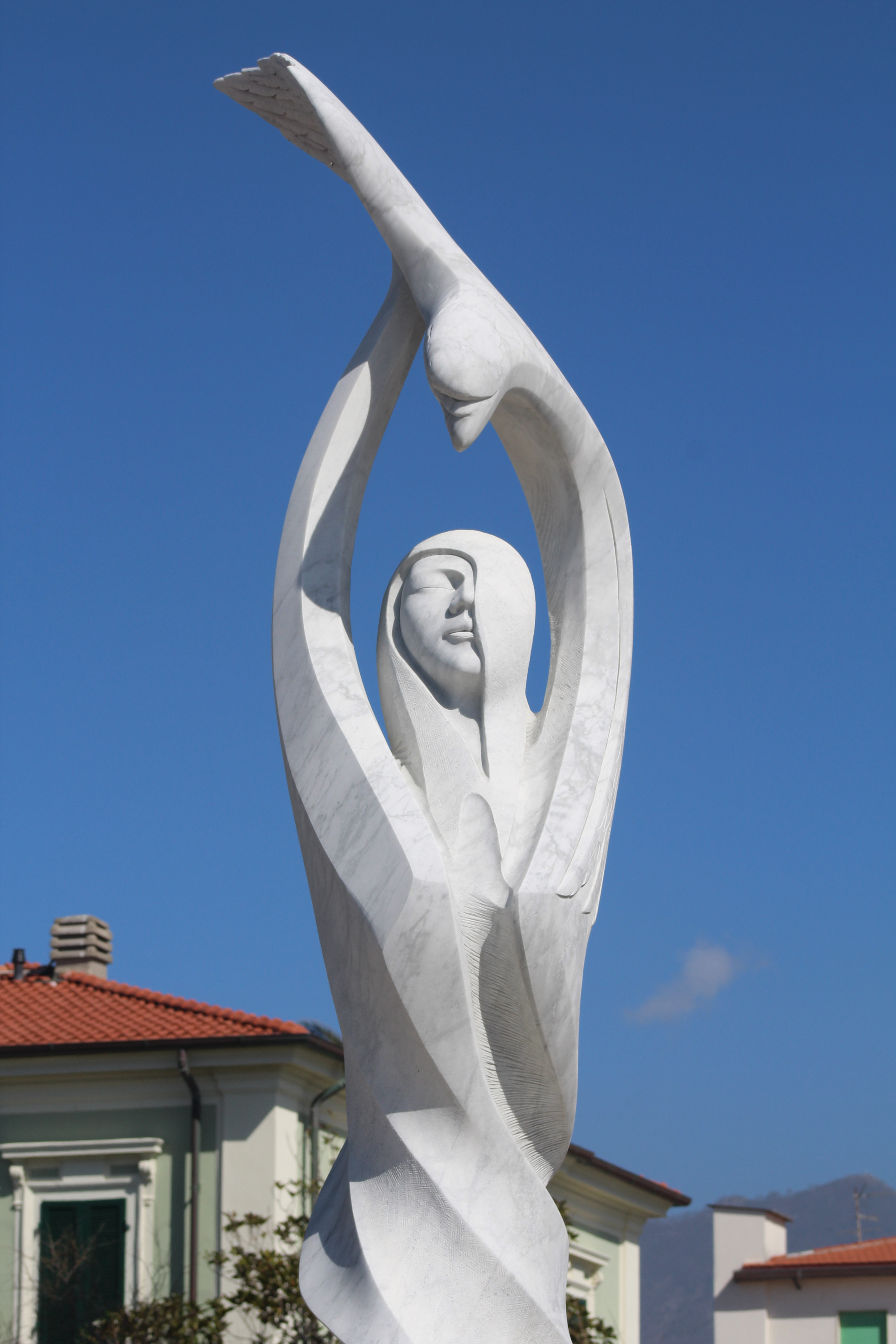
Evoluzione di Alessandro Mosti "Indian"

- Cavallino di Riccardo RossiCavallino di Riccardo Rossi

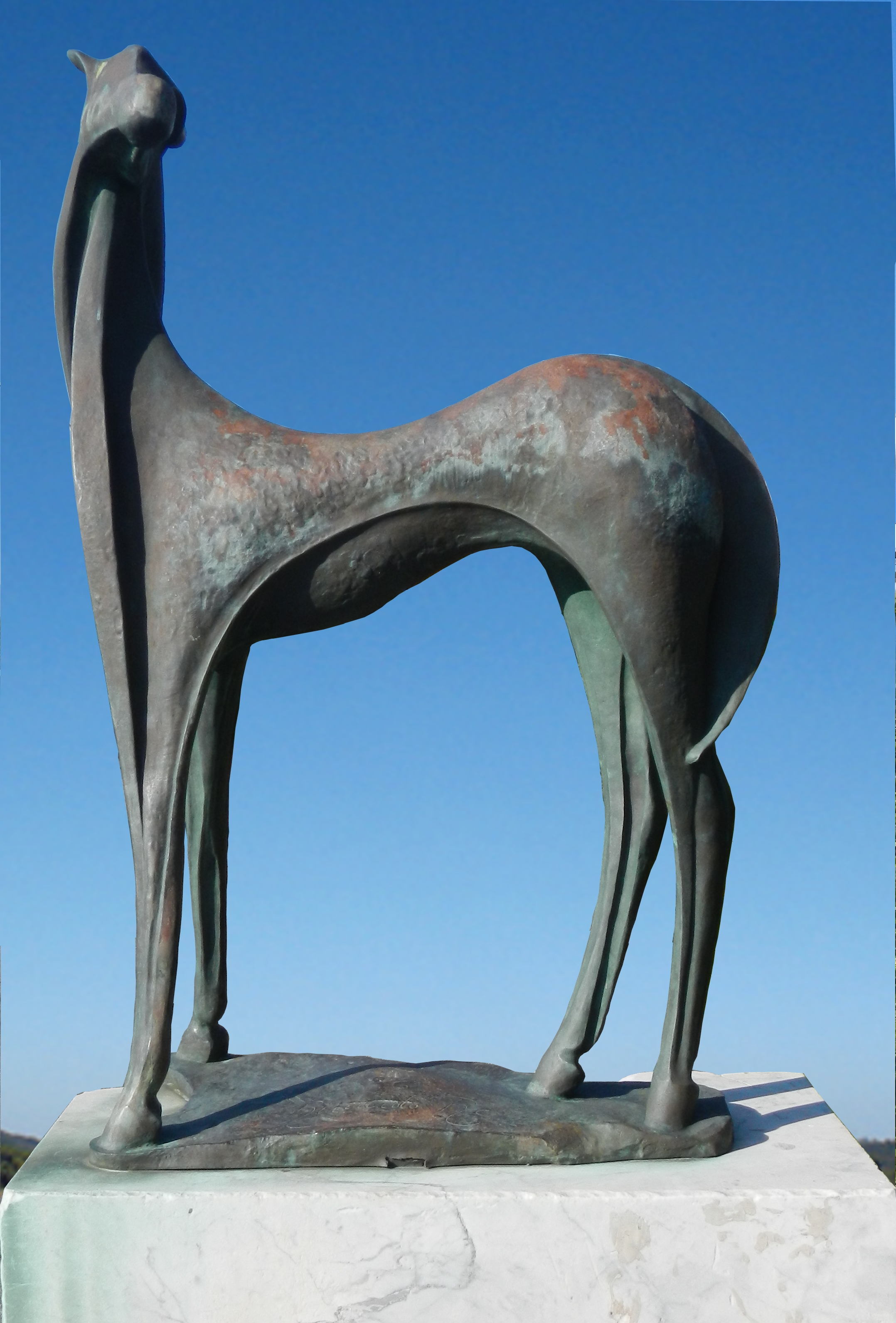
Cavallino di Riccardo Rossi

- Statua di Giuseppe Garibaldi (Piazza Giuseppe Garibaldi)
- Battì del Barìlo (Piazza Portone)
- Albericus Cybo Malaspina - Princeps Massæ Magnificus di Alessandro Mosti (Piazza Martana)Albericus Cybo Malaspina - Princeps Massæ Magnificus di Alessandro Mosti "Indian"

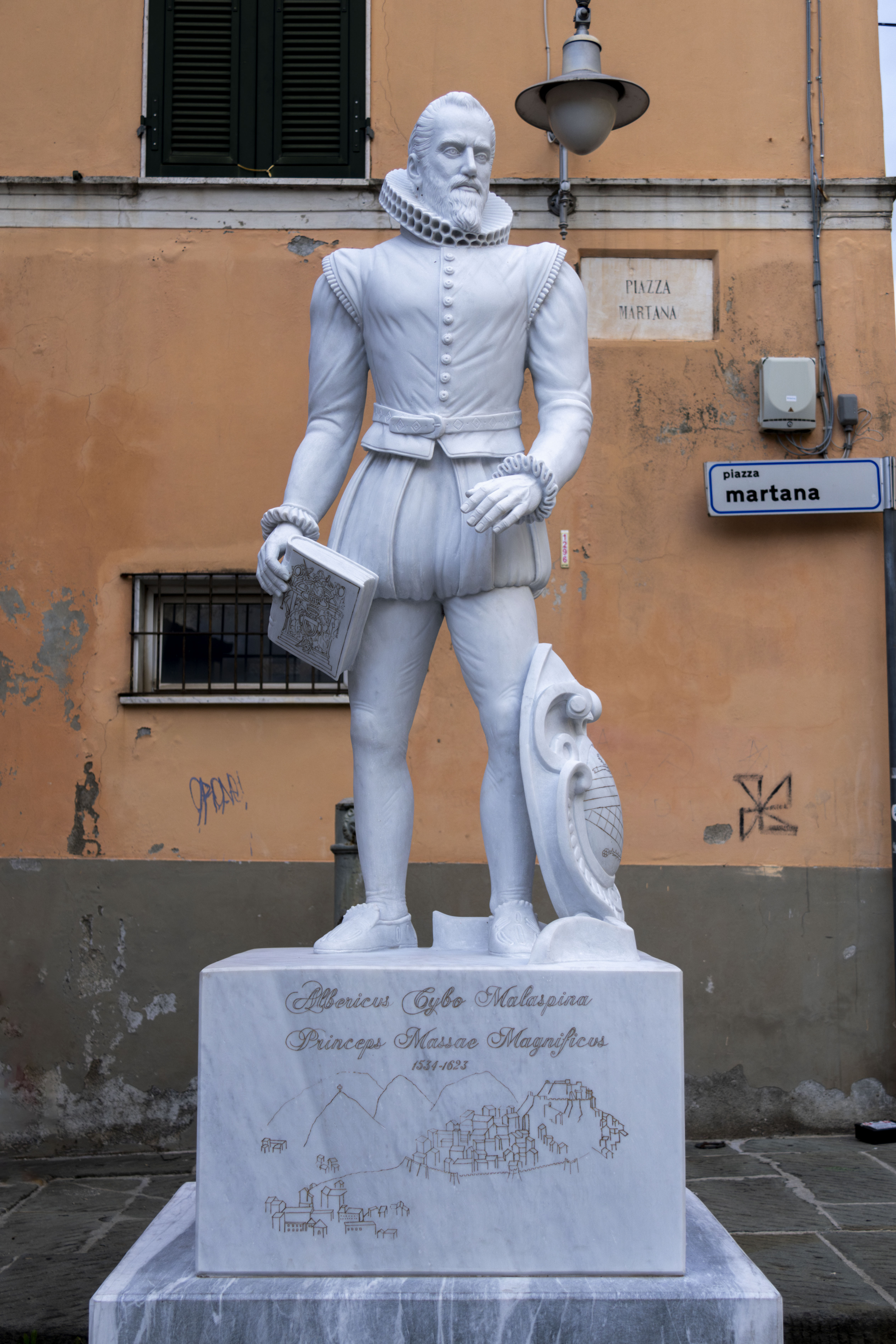
Albericus Cybo Malaspina - Princeps Massæ Magnificus di Alessandro Mosti "Indian"

- Sophia - In memoria di Cristina Biagi e tutte le donne vittime del femminicidio (Piazza degli Aranci)
- Le Vele di Pino Castagna (Piazza Bad Kissingen)
- Non chiamateci eroi - Dedicato a tutti i medici ed infermieri in prima linea di Elia Buffa (Via Palestro)Non chiamateci eroi di Elia Buffa, posta all'ingresso del distretto ASL di Via Bassa Tambura

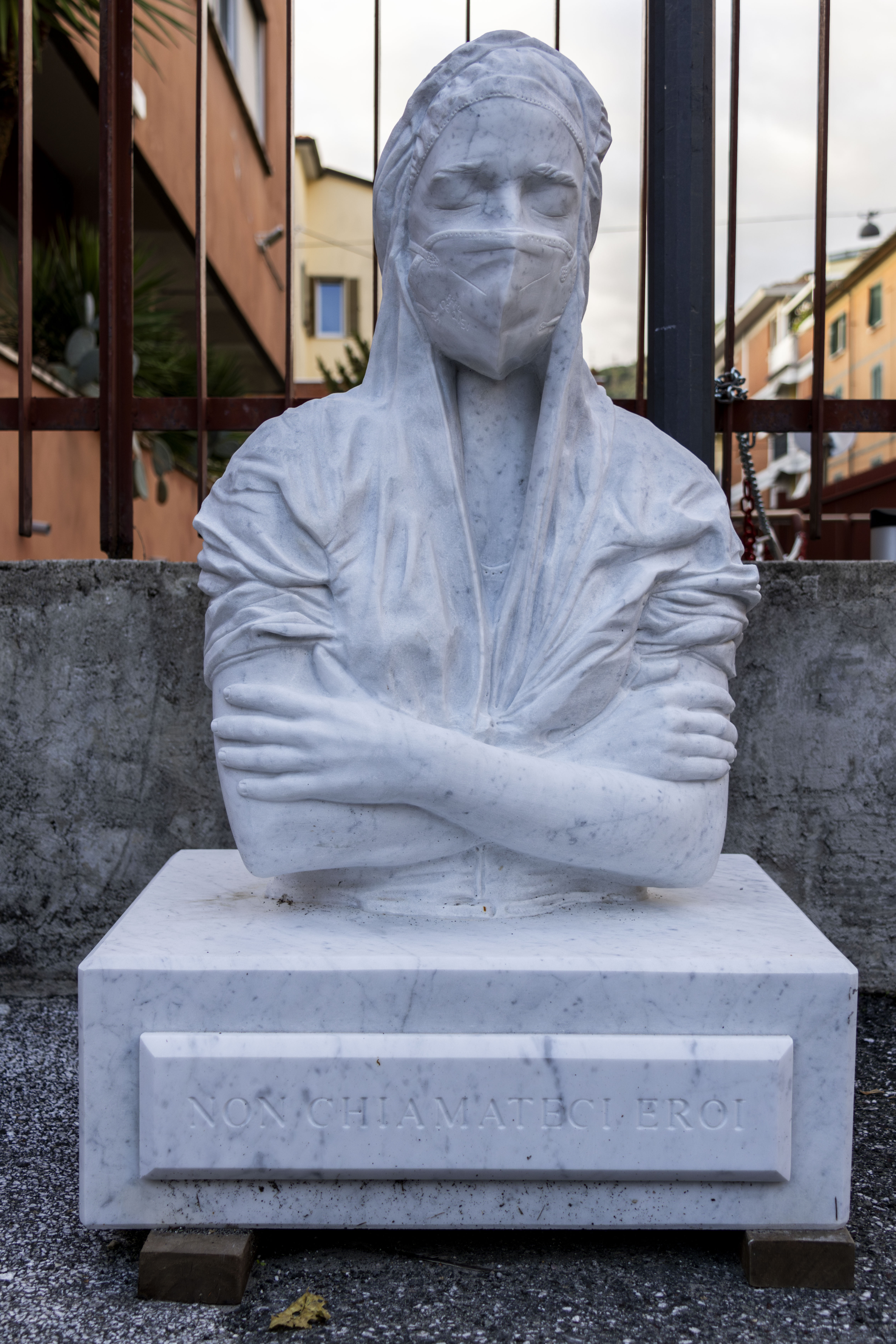
Non chiamateci eroi di Elia Buffa, posta all'ingresso del distretto ASL di Via Bassa Tambura

- Monumento a Gino Brizzolari (Viale A. Vespucci, accanto al Pontile di Marina di Massa)
- Monumento ai caduti di Forno

### Aree naturali
- Parco regionale delle Alpi Apuane

## Società

### Evoluzione demografica
Il comune di Massa ha avuto una forte espansione urbanistica con conseguente aumento della popolazione dal dopoguerra.
Oggi conta una popolazione di 70 973 abitanti (31 dicembre 2011). La maggior parte degli abitanti vivono nella parte pianeggiante del comune. Dal 2002 al 2011 la popolazione è cresciuta di 4 197 unità con un incremento pari al 6%.
In questi anni il tasso medio di natalità è stato dello 0,81% mentre quello di mortalità dello 0,99%. Hanno contribuito all'aumento della popolazione i trasferimenti da altri comuni e soprattutto dall'estero. Dal 2005 al 2010 gli stranieri residenti in città sono quasi raddoppiati arrivando ad essere 4 596 nel 2010.
Al 1º gennaio 2012 i centenari viventi nel comune erano 11 di cui 8 donne e 3 uomini.
Abitanti censiti

### Etnie e minoranze straniere
Al 31 dicembre 2023 gli stranieri residenti nel comune erano 4 493, ovvero il 6,81% della popolazione. Di seguito sono riportati i gruppi più consistenti:
- Romania, 1 464
- Albania, 648
- Marocco, 404
- Senegal, 374
- Cina, 156
- Ucraina, 150
- Bangladesh, 134
- Pakistan, 127
- India, 81
- Egitto, 79

### Istituzioni, enti e associazioni
- Ospedale Santi Giacomo e Cristoforo - chiuso dal 2015
- Ospedale del Cuore (Ospedale Pediatrico Apuano - O.P.A.))
- Nuovo Ospedale delle Apuane (N.O.A.)

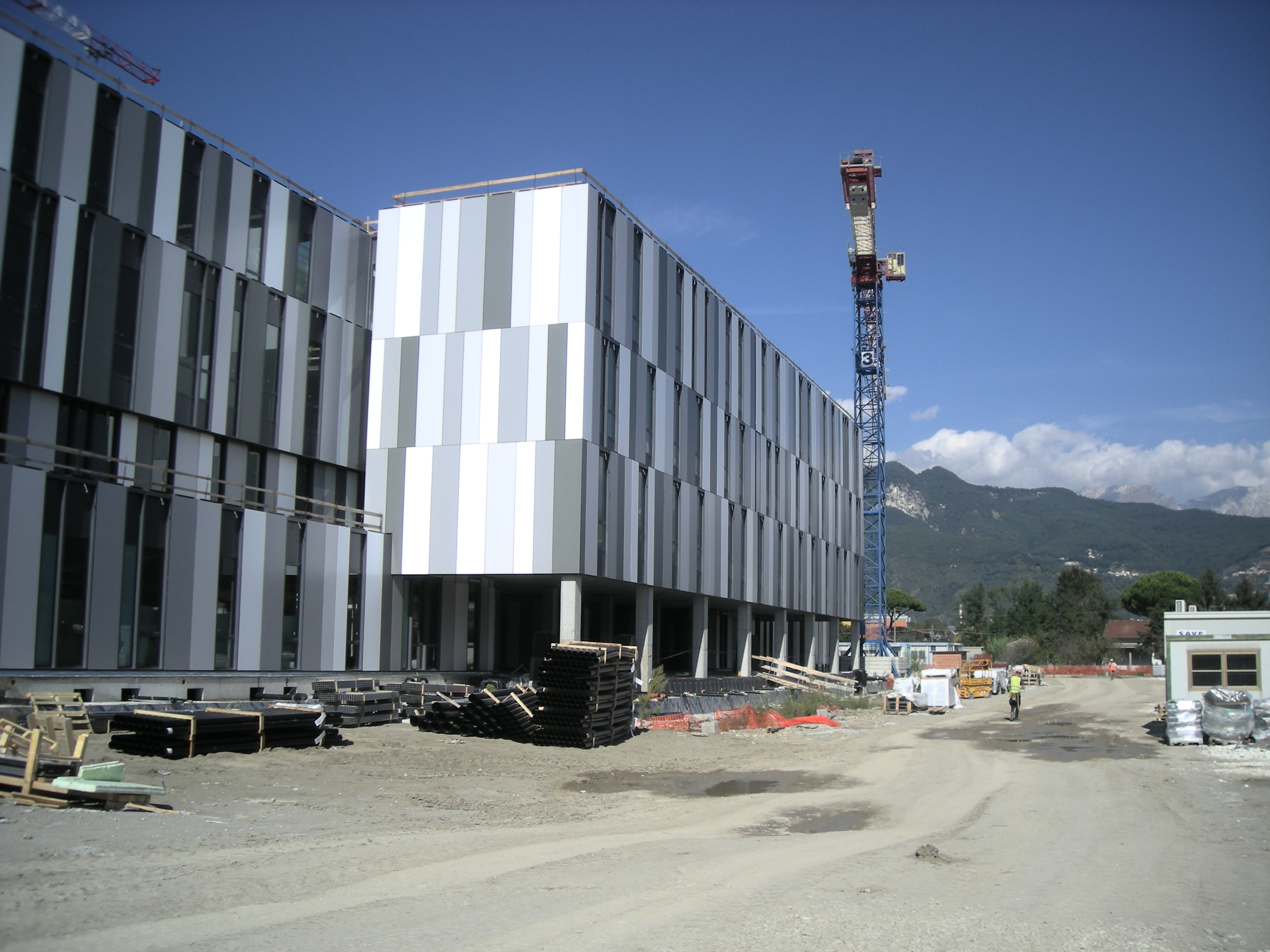
Nuovo Ospedale delle Apuane

- Associazione Musicale Massese (A.M.M.) dal 1982

## Cultura

### Istruzione

#### Biblioteche
- Biblioteca Nazionale d'Esperanto
- Biblioteca diocesana
- Biblioteca civica "Stefano Giampaoli"

#### Scuole
La città di Massa in qualità di capoluogo di provincia accoglie numerose strutture scolastiche primarie e secondarie. Gli istituti scolastici secondari di secondo grado sono:

##### Licei
- Liceo Artistico, Liceo Musicale e coreutico "Felice Palma";
- Liceo Classico "Pellegrino Rossi";
- Liceo Linguistico, Economico-Sociale e delle Scienze Umane "Giovanni Pascoli";
- Liceo Scientifico e Scientifico-Sportivo "Enrico Fermi";
- Liceo delle Scienze Applicate "Antonio Meucci".

##### Istituti tecnici
- Istituto Tecnico Industriale Statale (ITIS) indirizzi: amministrazione, finanza e marketing, articolazione sistemi informativi aziendali, costruzioni, ambiente e territorio, Elettronica ed Elettrotecnica - articolazione Elettrotecnica; Informatica e Telecomunicazioni - articolazione Informatica, Meccanica, meccatronica ed energia - articolazione Meccanica e meccatronica);
- Istituto Tecnico "Salvetti" Turistico Web;

##### Istituti professionali
- Istituto "Salvetti" Professionale - servizi socio sanitari; Professionale - Odontotecnico; Professionale - Servizi commerciali Web Community)
- Istituto Professionale Statale per l'Industria e Artigianato (IPSIA) "Barsanti" (indirizzi: Manutentore e Made In Italy);
- Istituto Professionale Alberghiero "Minuto";

#### Università
A Massa l'Università di Pisa offre alcuni corsi universitari.

#### Musei
- Museo diocesano
- Museo etnologico delle Apuane
- Orto Botanico "Pietro Pellegrini" a Pian della Fioba
- Museo "Gigi Guadagnucci" a Villa Rinchiostra
- Museo storico della Deputazione di Storia Patria[55]

### Media

#### Stampa
- Il Tirreno
- La Nazione

#### Radio
- Radio Fiesta[56]
- Radio Club FM[57]

#### Televisione
- Antenna 3, nasce come emittente radiofonica nel 1968 in grado di coprire circa 800 metri. Nel 1974 iniziano le prime rubriche e giochi, ma di lì a poco Antenna 3 si trasferisce in televisione, ma abbandona l'idea di concorrere a livello nazionale, limitandosi ad abbassarsi al grado della città. Il canale si unisce sempre di più agli enti locali e provinciali, accogliendo talvolta ospiti noti a livello nazionale (Giorgio Panariello, Carlo Conti, Zucchero Fornaciari, Paolo Belli, Leonardo Pieraccioni) e con l'arrivo del digitale terrestre si formano altre quattro sezioni oltre al canale storico: TUA - MassaTv, il canale dedicato alle istituzioni; A3 AllNews, informazione 24 ore al giorno; 3Kids&Sport; Radio A[58] (chiuse con l'arrivo del DVB-T2).
- Teleriviera, fondata nel 1977 è stata l'emittente locale televisiva più longeva d'Italia, che ha sempre cercato di tener testa ad altri enti locali e non, con proprie rubriche e proprie forme di comunicazione. Era estesa all'intera Toscana e parte della Liguria[59]. Ha cessato definitivamente le trasmissioni il 2 maggio 2022.

#### Internet
- Quotidiano Apuano, su quotidianoapuano.net.
- La Gazzetta di Massa e Carrara, su lagazzettadimassaecarrara.it.
- La Voce Apuana, su voceapuana.com.

### Cucina
- Torta di riso; preparata durante il periodo pasquale, simbolo della cucina massese
- Tordelli massesi; sono il piatto della festa, con due diverse ricette
- Focaccine coi testi
- Pattone
- Torta di castagnaccio, a base di farina di castagne, con pinoli, noci, uva passa, scorza d'arancio e rosmarino, spesso servita con ricotta di pecora massese
- Neccio, frittelle composte da un impasto di farina di castagne, acqua e sale
- Ciorchiello, ciambellone originario del paesino di Casette, composto da pasta di pane, uova, burro, pinoli, uva sultanina e semi di anice
- Erbi, zuppa a base di erbette aromatiche nel giusto dosaggio
- Vino Candia dei Colli Apuani, vino DOC
- Formaggio pecorino massese, prodotto dalla pecora di razza massese, con un inconfondibile aroma di erbe
- Pancetta apuana
- Biroldo, diffuso in tutte le Apuane
- Panzanelle
- Baccalà alla massese
- Polenta encajata
- Muscoli ripieni
- Calda Calda
- Cipolle farcite[60][61][62]

### Eventi
Premio Mercurio d'Argento si svolge ogni anno nel mese di agosto dal 2019 per promuovere la musica applicata per l'immagine (film, pubblicità, videogiochi, ecc.), promosso dal Comune di Massa con il patrocinio di ACMF (Associazione compositori musiche da film).  Il premio è assegnato tramite un concorso a livello nazionale per i giovani musicisti che consiste nel comporre un brano per il video proposto dagli organizzatori. Per tre giornate si svolgono workshop tenuti da esperti musicisti professionisti. Di grande richiamo sono tre serate in piazza Aranci di concerti con compositori, maestri d'orchestra e orchestrali di chiara fama nazionale.

### Arte
Massa, nel corso della sua storia, passò da borgo medievale contadino a una città ducale molto ricca, con palazzi, piazze, chiese, statue e strade, che hanno saputo mantenere la loro origine rinascimentale.
A Palazzo Ducale, da notare il chiostro rinascimentale e i grandi saloni decorati, come quello degli Svizzeri e quello degli Stucchi. Riccamente decorati anche Teatro Ducale e la Cappella.
Tracce rinascimentali le possiamo vedere anche a palazzo Bourdillon e a Palazzo Bergamini, entrambi affacciati su Piazza Mercurio. Da notare anche il Duomo, con il sepolcreto dei Malaspina, il castello e in generale tutto il centro storico, dalle strade alle fortificazioni.
La città ospitò quasi certamente anche Michelangelo, venuto qui per estrarre personalmente il marmo dalle cave massesi, e non quelle di Carrara, come molti pensano. A lui sono attribuiti un crocefisso ed altre opere; molte di più sono quelle realizzate dall'amico Felice Palma, ospitate per la maggior parte nel museo diocesano.

### Poesia
Il poeta Giovanni Pascoli si trasferì a Massa il 5 ottobre del 1884, dove rimase fino al 1887. Alla città di Massa il poeta ha dedicato una poesia:
|    | Massa                                      |
|    |                                            |
|    | Siede Massa tra lucida verzura             |
|    | d’aranci, a specchio del Tirreno mare;     |
| 3  | vedi tagliente dietro lei spiccare         |
|    | come un zaffiro immenso la Tambura:        |
|    | verdeggiante e declive in una pura         |
| 6  | chiarità d’alba il Belveder t’appare;      |
|    | sola, in disparte sembra minacciare        |
|    | nubi passanti la Brugiana oscura.          |
| 9  | Mi sveglia il canto delle capinere         |
|    | tra le magnolie, e m’assopisce un lento    |
|    | ronzìo di ruote e romba di gualchiere.     |
| 12 | Come bimbo cullato io m’addormento;        |
|    | e allor fugge, allor vola il mio pensiere, |
|    | ed in Romagna accanto a voi mi sento.      |

### Teatro
La città ospita tre teatri:
- Teatro Ducale, creato per soddisfare il piacere della corte, inserito dentro palazzo ducale. Al giorno d'oggi è visibile solo la facciata, all'angolo tra Via Alberica e Via Teresa Pamphili
- Teatro dei Servi, piccolo teatro, ospita rassegne per le scuole
- Teatro Guglielmi, grandioso teatro ottocentesco creato in onore del musicista massese Pietro Alessandro Guglielmi

### Associazioni di volontariato
Il Leo Club Massa e Carrara Agorà, associazione filantropica giovanile del Lions Clubs International, è stato fondato nel 1997 col patrocinio del Lions Club Massa-Carrara Host e ha sede legale a Massa presso l'Hotel Excelsior.
L'attuale presidente è Andrea Filippini.

## Geografia antropica

### Suddivisioni storiche
Il centro storico si divide nei rioni:
- Martana
- Conca
- Contrada Annunziata
- Città vecchia
- Contrada Alberica
- Contrada di Via Beatrice

### Suddivisioni amministrative
Il territorio comunale è stato suddiviso fino al 2013 in cinque circoscrizioni:
- 1 – Zona Montana
- 2 – Destra Frigido
- 3 – Centro della città
- 4 – Largo Viale Roma
- 5 – Marina di Massa

Ogni circoscrizione eleggeva un proprio consiglio circoscrizionale. Ogni consiglio circoscrizionale era composto da sedici consiglieri eletti a suffragio universale che eleggevano al loro interno un presidente e un vicepresidente.

### Frazioni

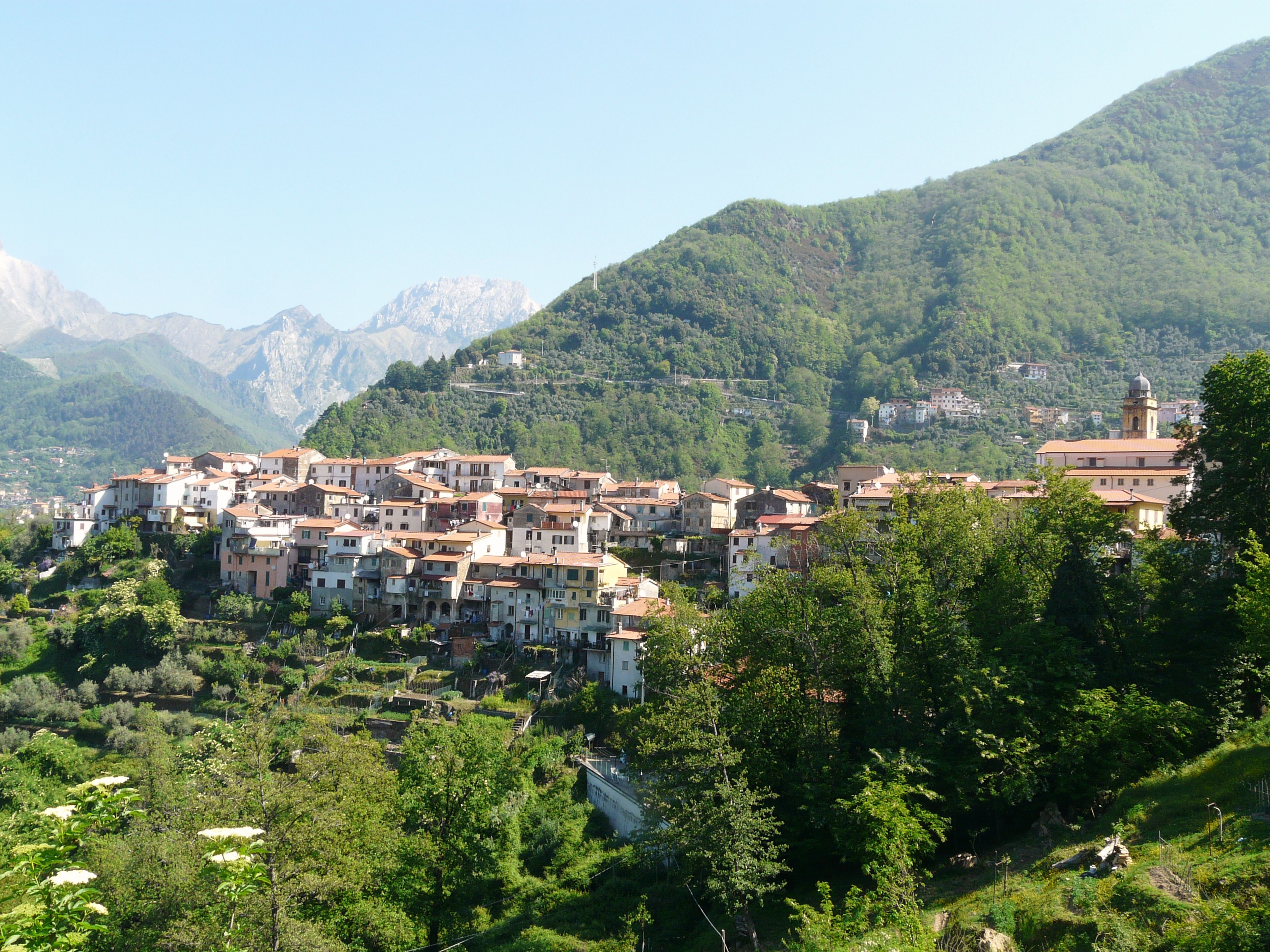
Altagnana

Altagnana, Alteta, Antona, Baita, Bargana, Bergiola, Bondano, Borgo del Ponte, Bozzone, Ca' di Cecco, Caglieglia, Campareccia, Canevara, Capaccola, Casania, Casette, Casone, Castagnara, Castagnetola, Castagnola, Cervara, Cinque Vie, Ciremea, Codupino, Cupido, Forno, La Gioconda, Gotara, Gronda, Grondini, Guadine, Le Iare, Lavacchio, Marina di Massa, Mirteto, Monte Pepe, Ortola, Pariana, Partaccia, Pian della Fioba, Poggi, Poggiolo, Poggioletto, Il Ponte, Porneta, Poveromo, Poveromo Macchie, Pratta, Puliche, Quercioli, Redicesi, Remola, Resceto, Ricortola, Rinchiostra, Rocca, Romagnano, Ronchi, San Carlo Terme, San Cristoforo, San Leonardo, San Lorenzo, Santa Lucia, Il Santo, Sei Ponti, Tombara, Turano, Vergheto, Le Villette, Volpigliano, Zecca.

## Economia
Dopo la chiusura delle principali fabbriche operanti nella zona industriale, l'economia locale si basa ancora principalmente sul "secondario". Aziende artigianali, industriali, commercio e servizi garantiscono le principali fonti di reddito della popolazione locale. Il settore del turismo rappresenta una buona opportunità di lavoro, anche se limitatamente al periodo estivo. Nonostante la presenza di infrastrutture adeguate (autostrada, ferrovia, porto di Marina di Carrara) il commercio si è sviluppato quasi esclusivamente nel settore del marmo. Tra i prodotti alimentari caratteristici della zona da segnalare il vino (Candia) e gli insaccati. Nel comune sono presenti molte cave di marmo, sulle Alpi Apuane, tra cui la cava di Renara, di Forno e del Passo del Vestito. I marmi sono spesso lavorati nei centri di raffineria in zona San Leonardo e a Carrara.

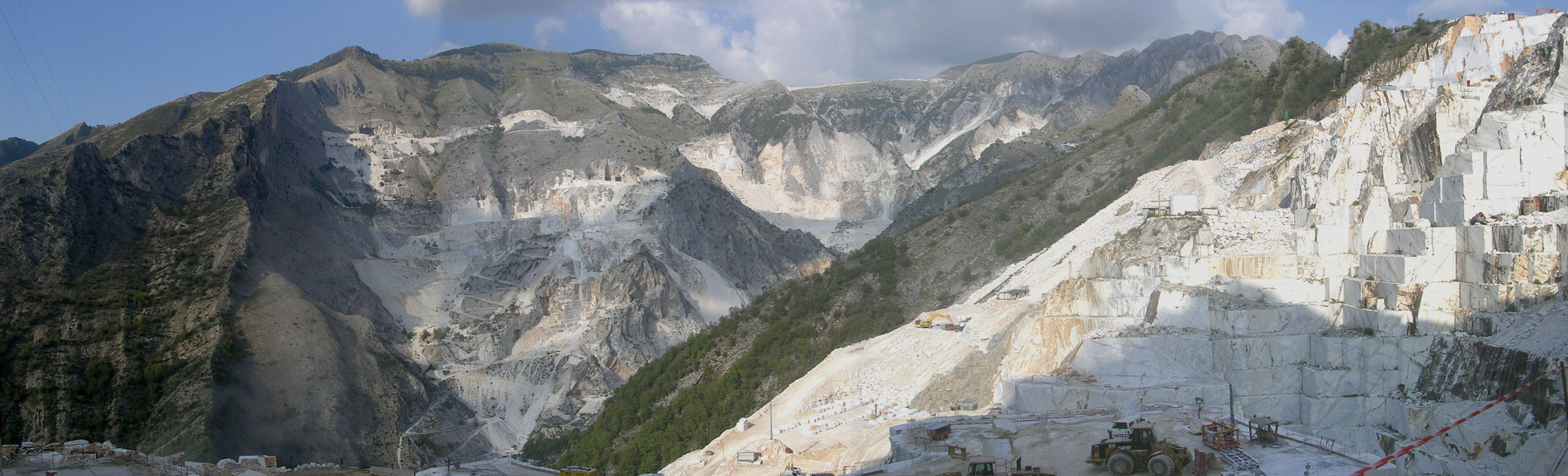
Cave di Carrara

### Settore primario
Il primario, si basa sull'escavazione di marmo dalle cave di Carrara e Massa, sulle Alpi Apuane. Il marmo apuano è tra i più pregiati nel mondo, e in Italia venne usato già dai romani. Sviluppata anche la coltura della vite nelle colline del Candia. Sono presenti anche cave di materiale a scopo edilizio in zona Salto Della Cervia.
Da diversi anni, a causa dell'elevato impatto paesaggistico ed ambientale in un territorio ricco di biodiversità e geodiversità come quello delle Alpi Apuane, la filiera del marmo è oggetto di un'aspra battaglia ambientalista per la chiusura delle cave.

### Settore secondario
Il secondario si basa soprattutto sulla lavorazione del marmo in tutte le raffinerie apuane, insaccati e distribuzione di acqua, di cui le Apuane sono piene, con sorgenti termali molto benefiche. Nella zona industriale operano aziende principalmente del settore chimico, navale e metalmeccanico.

### Settore terziario
Il terziario è basato sul turismo, invernale per quanto riguarda il richiamo dei turisti da parte delle Alpi Apuane, ed estivo per quanto riguarda il mare e la città in sé.

## Infrastrutture e trasporti

### Strade
Massa si è storicamente sviluppata come località posta lungo la strada statale 1 Aurelia, che collega Roma con la Francia lungo tutto il litorale tirrenico.
A Massa è inoltre presente l'omonimo casello sull'autostrada A12.
Sviluppati i collegamenti con Carrara e le montagne.

### Ferrovie

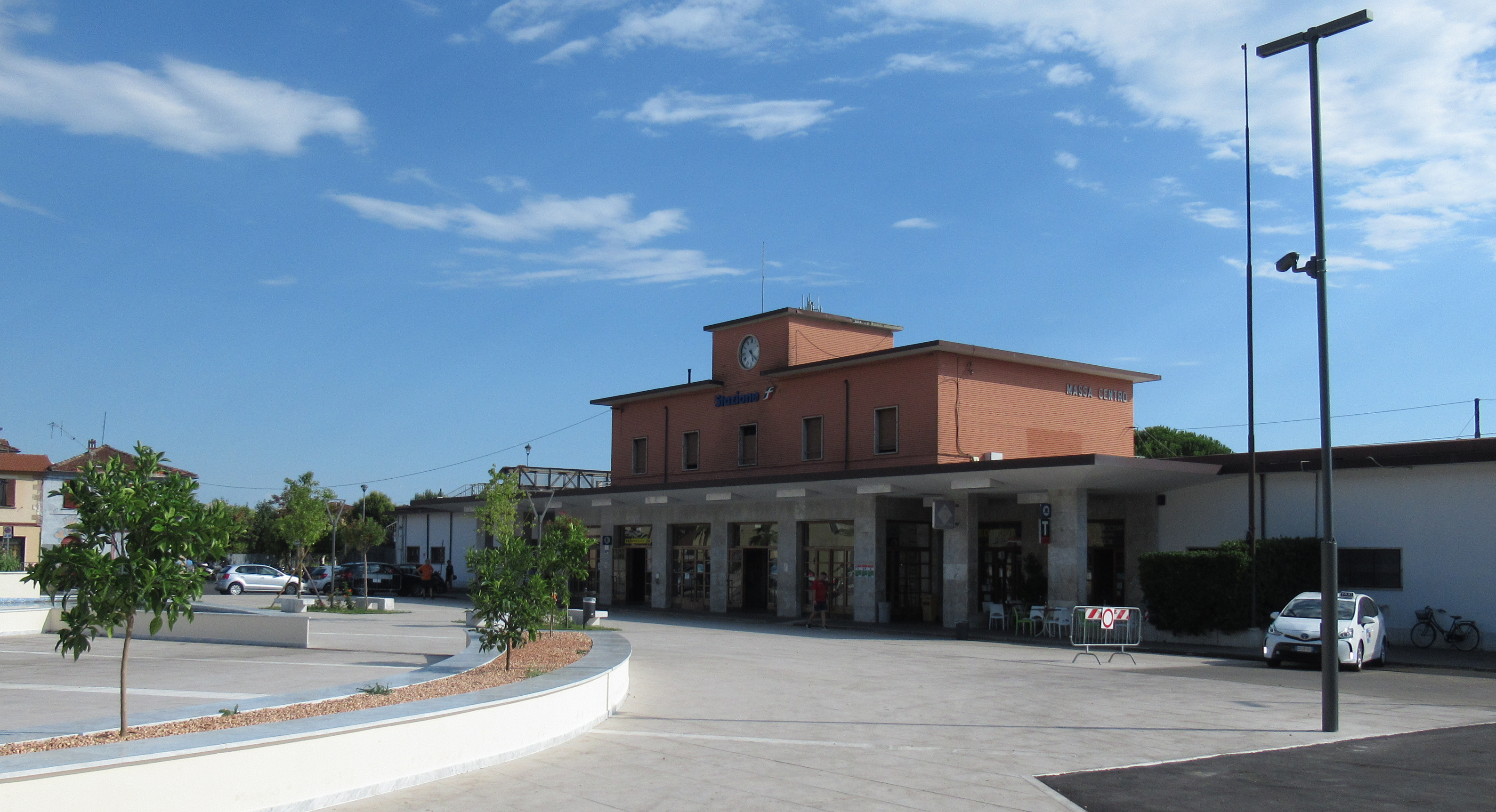
Stazione di Massa Centro

La Stazione di Massa Centro è posta sulla Ferrovia Genova-Pisa, che la collega con tutti i centri principali e un buon numero di centri minori della costa tirrenica. Oltre che da traffico regionale la stazione è interessata anche da numerosi treni a lunga percorrenza come Intercity e Frecciabianca che la collegano con il Nord e il Sud della Penisola. La Stazione di Massa Zona Industriale è uno scalo utilizzato prettamente per l'industria marmifera e non effettua servizio viaggiatori.

### Aeroporti
L'aeroporto di Massa-Cinquale è aperto al traffico turistico e commerciale nazionale e comunitario ma non ospita al momento alcun volo di linea.

### Mobilità Urbana
Il trasporto pubblico locale a Massa e nella relativa provincia è stata gestita dal 1969 al 2009 dalla CAT, anno in cui passò alla ATN, per poi dal 2015 alla CTT Nord. Dal 1º novembre 2021, la mobilità urbana è gestita dalla Autolinee Toscane, azienda sussidiaria della francese RATP Dev, gestitrice dell'intero servizio pubblico su gomma toscano.

### Tranvie del passato
Dal 1890 al 1935 il comprensorio era inoltre servito dalla tranvia di Massa, una linea a scartamento metrico con trazione a vapore che movimentava le merci ed i passeggeri lungo la vallata del fiume Frigido, dalla località Forni fino all'abitato di Marina di Massa, passando per il centro cittadino. Da quest'ultimo aveva origine una breve diramazione di collegamento con la stazione ferroviaria. Il comune sta tentando di emanare un progetto per riproporne la costruzione.

## Amministrazione

### Gemellaggi
- Bad Kissingen, dal 1960
- Vernon
- Nowy Sącz, dal 2007

## Sport

### Calcio
La principale squadra di calcio della città è l'Unione Sportiva Massese 1919, che milita nel campionato di Eccellenza toscana. Gioca le sue partite interne allo Stadio Comunale Gianpiero Vitali.

### Basket
La prima squadra di basket è la Pallacanestro Sistemcoop Massa, che milita in Promozione Toscana. Gioca le partite casalinghe nel palazzetto cittadino

### Beach Soccer
Cavalieri del Mare è stata la squadra di beach soccer detentrice di 2 scudetti.

### Baseball
Prima e unica squadra di baseball della città è l'ABC Massa, nata e sviluppatasi dal 1977.

### Ciclismo
La frazione di Marina di Massa è stata più volte arrivo di tappa del Giro d'Italia
- 1989 9ª tappa, vinta da Alessio Di Basco
- 1996 (29 maggio) 11ª tappa, vinta da Mario Cipollini

### Football americano
- Apuania Unicorns - vice-campioni Italiani Campionato CIFAF 2019

## Curiosità
Da Massa passa il 44º parallelo, segnalato con un cartello in Via Gioacchino Rossini, nei pressi del parco del Magliano.